# غوا
غوا هي ولاية هنديَّة تَقع على الساحل الجنوبي الغربيّ للهند داخل مِنطَقَة كونكان، وهي مفصولة جغرافيًا عَن مرتفعات ديكان بسلسلة غاتس الغربية الجبلية، وتُحيطها ولاية ماهاراشترا الهنديَّة من الشمال، وتحُدُّها ولاية كارناتاكا من الشَّرق وَالجَنُوب، ويُشكل بحر العرب ساحلها الغربيّ، وهي أصغر ولاية في الهند من حيثُ المِسَاحَة، والرابعة عشر من حيثُ عدد السكان.
تُعد أغنى ولاية في الهند حيثُ تَتَمَتَّع بِأعلَى نصيب للفرد من الناتج المحليّ الإجمالي بَين جَمِيع الوَلاَيات الهنديَّة، إِذ يُقدر مُعَدّل دخلَ الفرد (الناتج الإجمالي مقسوماً على تعداد السكان) مرتين ونصف المرة مثيله في الهند كلها. اختارتها «اللَّجنَة الماليَّة الحادية عِشرَة في الهند» كأفضل ولاية بسبب بنيتها التحتية، وصنفت «اللَّجنَة الوطنيَّة الهنديَّة للسكان» جودة الحَيَاة فِيهَا بأنَّها الأفضل في الهند استنادًا إلى 12 مؤشرًا، وهي ثالث أعلى مرتبة بَين الوَلاَيات الهنديَّة في مؤشر التنمية البشرية.
باناجي هي عاصمة الولاية، بينما تُعتبر فاسكو دا جاما [الإنجليزية]
 أكبر مدنها، لَا تزال مَدِينَة مارغاو التاريخيَّة في غوا تعرض التأثير الثقافيّ للبرتغاليين، الذين سافروا لأول مرَّة إلى شبه القارة الهنديَّة في أوائل القرن السادس عشر كتجار ثم احتلوها، فأصبحت غوا مِنطَقَة مَا وراء البحار التَّابِعَة لِلإمبراطوريَّة البرتغاليَّة، وهي جُزء ممَّا كَانَت تُعرف بَعد ذَلِك بالهند البرتغاليَّة، وتعرَّضت لمحاولات أوربية أُخرى للسيطرة عَلَيهَا كما حصل خِلال معركة غوا ضمنَ الحرب البرتغالية الهولندية، وظلت بيدَّ البُرتُغَالِيّين حتَّى عام 1964 عَندَمَا طالبت الهندُ البرتغالَ بالانسحاب مِنهَا فرفضت الأخيرة فداهمها الجيش الهندي وسيطر عَلَيهَا في حرب غوا، لغتها الرسميَّة اللغة الكونكانية وهي اللغة الَّتِي يتحدث بِهَا غالبية السكان.

## أصل التسمية
بَعد أن استولى ألفونسو دي ألبوكيرك على مَدِينَة البهمنيون «بيجابوري» في غوا في عام 1510، وجعلها عاصمة لاستادو دا أونديا، أصبَح اسمها يُطلق على المناطق المتجاورة.
أصل اسم مَدِينَة غوا غير معروف، وعُرفت غوا في الأدب القديم بعدة أسماء ومنها «جومانتشالا»، و«جوباكاباتانا»، و«جوباكاباتام»، و«جوباكابوري»، و«غوفابوري»، و«جوفيم»، و«غومانتاك». ومن أسمائها التاريخيَّة الأُخرى «سندبور»، و«ساندبور»، و«ماهاساباتام».

## التاريخ

### عصور ما قبل التاريخ

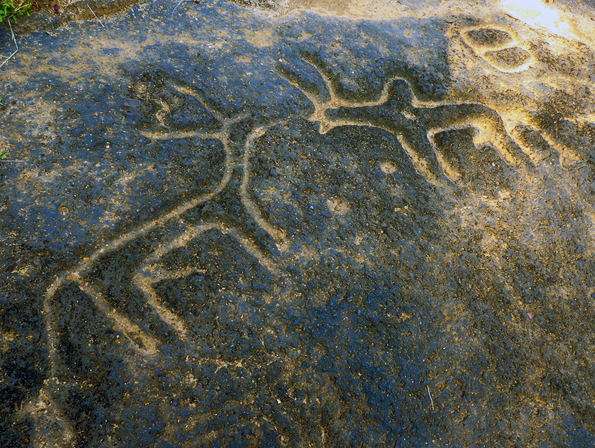
نقوش أوسغاليمال الصخرية

تُعتبر النقوش الفنية الصخرية الموجُودة في غوا أقدم آثار معروفة لحياة الإِنسان في الهند، حيثُ تَقع غوا داخل حزام «شيموجا غوا جرينستون» في غَرب غاتس (وهي مِنطَقَة تتكون من ميتافولكانكس، وتشكيلات الحديد والكوارتزيت الحديدي)، وتقدَّم أدلة على احتلال أشولينية، وتُوجد نقوش الفن الصخريّ أو «النقوش الصخرية» على مِنَصّات اللاتريت وصخور الجرانيت في كاجور، وَفِي «أوسغاليمال» بالقرب من تدفق نهر كوشافاتي، ارتبطت النقوش الصخرية للحيوانات والأشكال التكتونية وَغَيرَهَا من التصاميم المصنوعة من الجرانيت في كاجور بِمَا يُعتبر دائرة حجرية مغليثية مَع حجر جرانيت دائرية في الوسط، وعُثر في مواقع مختلفة في غوا ومنها كازور، ماوكسيم، وحوض ماندوفي-زواري، على نقوش ما قبل التاريخ وأقماع وحجر فأس وساطور يرجع تاريخها إلى 10,000 سنة، وتتوافر دلائل على الحَيَاة في العصر الحجريّ القديم في «دابوليم»، و«أدكون»، و«شيجاو»، و«فاتوربا»، و«أرلي»، و«مولنغوينيم»، و«ديوار»، و«سانجيم»، و«بيلرن»، و«أكيم-مارجاو». تُشكِل صعوبة تَحدِيد تَارِيخ الكربون لمركبات الصخور اللاتريتية مشكلة في تَحدِيد الفَترَة الزمنية الدَّقيقَة.
خضع مجتمع مَدِينَة غوا المُبَكِر لتغيير جذري عَندَمَا اندمج المُهاجِرون الهنديون الآريون والدرافيدانيون مَع السكان المَحَليِين الأصلِيِين، ممَّا شكل قاعدة ثقافة مَدِينَة غوا المبكرة.

### التاريخ المبكر
في القرن الثالث قَبل الميلاد كَانَت غوا جُزءًا من الإمبراطورية الماورية الَّتِي يحكمها الإمبَرَاطُور البوذي أشوكا ماجادا، وقد وَضع الرُّهبان البوذيُّون أَسّس البوذية في غوا، وحكم «بوجاس غوا» غوا بَين القرن الثاني قَبل الميلاد والقرن السادس الميلاديّ، وحكم «تشوتوس كاروار» بَعض أجزاء إقطاعية من ساتافاهانا وكولهابور (القرن الثاني قَبل الميلاد إلى القرن الثاني)، وكشاتراباس الغَربيَّة (حوالي سنة 150م)، وأبهيراس غَرب ولاية ماهاراشترا، و«بوجاس ياداف» عشائر غوجارات، وتشالوكياس بَين عاميّ 578 و753، ولاحقًا سلالة راشتراكوتا من 753 إلى 963. وحكمت جَنُوب سيلهاراس من «كونكان غوا» من 765 إلى 1015، وَفِي القرون القليلة التَالِيَة حُكمت غوا من سلالة كادامبا الحاكمة ضمنَ إمبراطورية تشالوكيا الغربية.
أصبَحَت غوا تحت سلطة سلطنة دلهي في عام 1312، وكانت قبضة السلطنة على اَلمِنطَقَة ضعيفة، وبحلول عام 1370 اضطرت إلى تسليمها إلى «هاريهارا الأول» من إمبراطورية فيجاياناغارا، وسيطر مُلُوك فيجاياناغارا عَلَيهَا حتَّى عام 1469 عَندَمَا استولى عَلَيهَا السلاطين البهمنيون في كلبركة، وَبَعد انهيار البهمنيون، سيطر عَلَيهَا العادل شاهية من بيجابور.

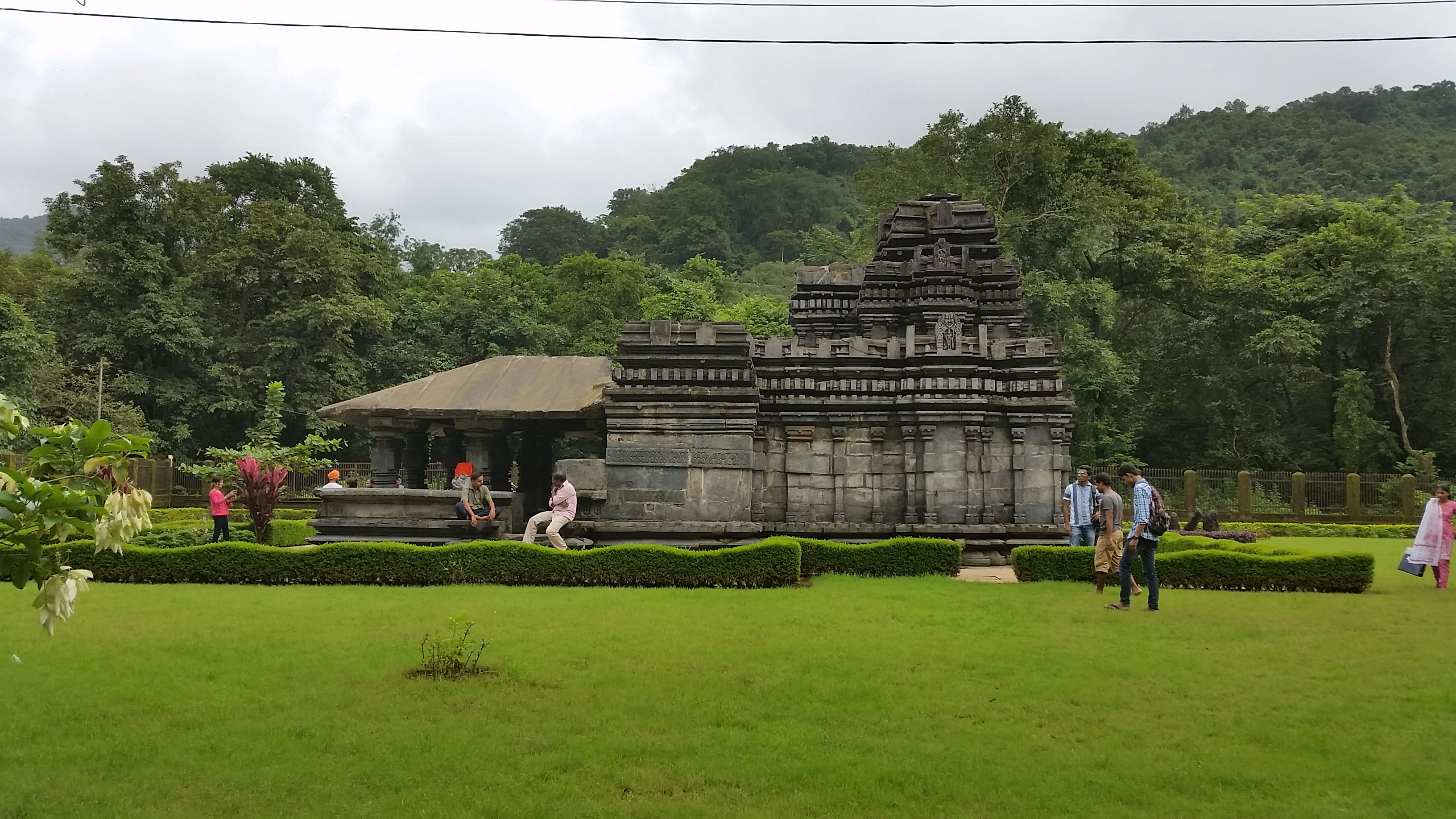
"معبد ماهاديف" المنسوب إلى "كادامباس غوا" في مَا يُعرف اليوم بمحمية بهاجوان ماهافير ومنتزه موليم الوطنيّ.
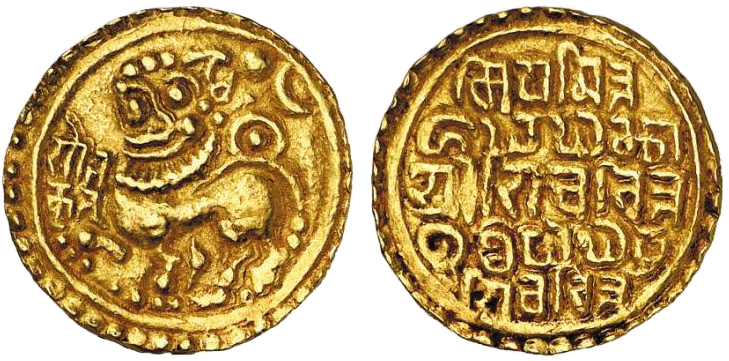
عملات ذهبية صادرة عَن ملك كادامبا غوا "شيفاتشيتا باراماديديفا"، في حوالي 1147-1187 م.

### الفترة البرتغالية

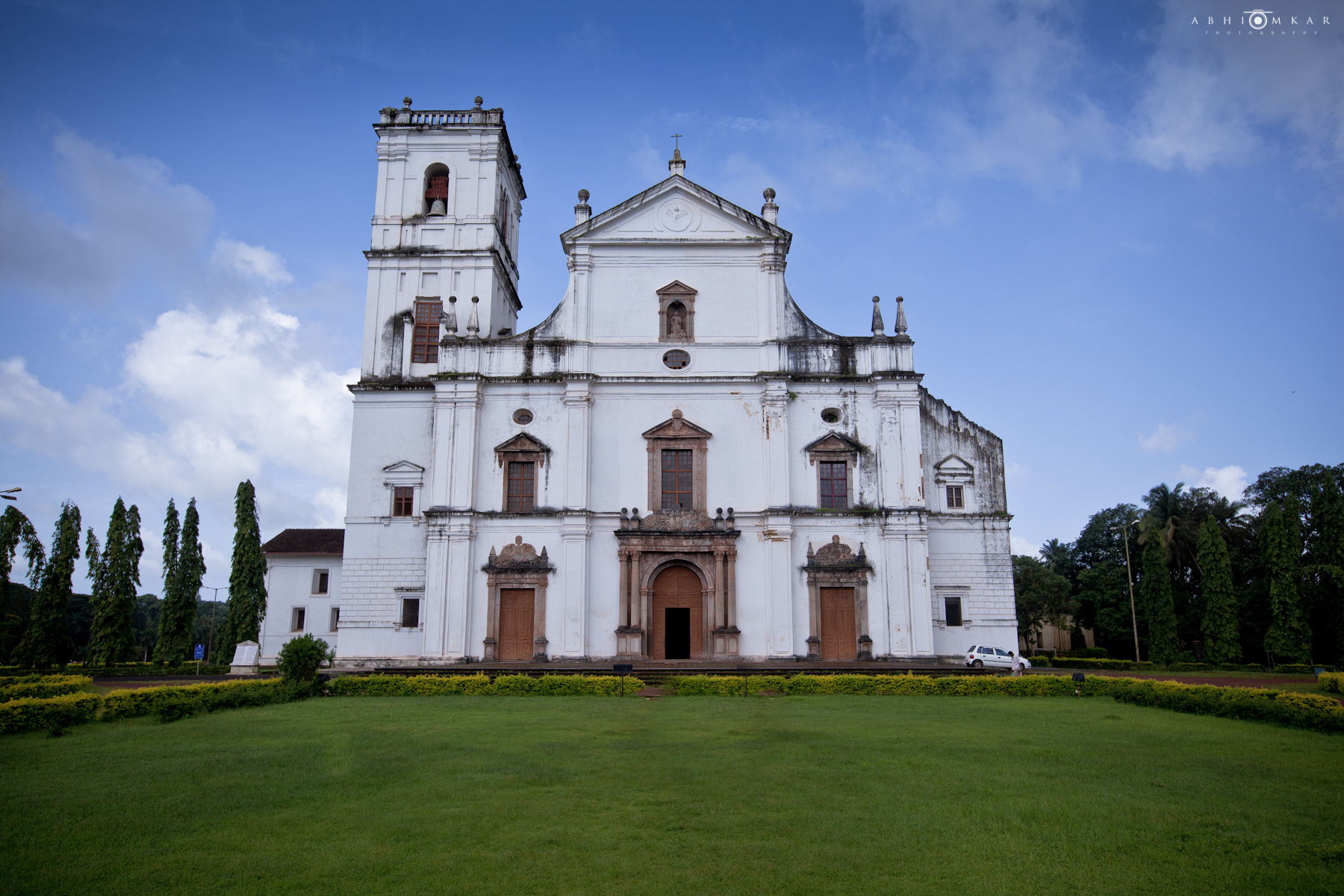
تعد كاتدرائية "سي غوا" القديمة التي بُنيت عام 1619 مثالاً على العمارة البرتغالية وهي من أكبر الكنائس في آسيا

في عام 1510 هزمَ البرتغاليّون سلطان بيجابور الحاكم يوسف عادل شاه بمساعدة حليف محلي أحد القراصنة، وأقاموا مستوطنة دائمة في «فيلها غوا»، وكانت بداية الحُكم الاستعماريّ البُرتغاليّ في غوا الَّذِي استمر لأربعة قرون ونصف، وأُُنْشِّئَت محاكم التفتيش في غوا في عام 1560، وأُلْغِيَت نهائيًا في عام 1812، وَفِي 1961 ضمتها الهند في حرب غوا.
تكونت أراضي غوا في العقود الأخيرة من القرن الثامن عشر من جزأين «النواة المركزيَّة لفيلهاس كونكويستاس» (الفُتوحات القديمة)، و«نوفاس كونكويستاس (الفُتوحات الجديدة)»، حيثُ تكونت الفُتوحات القديمة من المناطق الَّتِي كَانَت تحت الإِدَارَة البرتغاليَّة مُنذ القرن السادس عشر وهي (بارديز، وإيلهاس دي تسوادي، وسالسيتي)، بينما تكونت الفُتوحات الجَدِيدَة من الأراضي الَّتِي أُضيفت خِلال القرن الثامن عشر وهي (بيكوليم، وكاناكونا، وبيرنيم، وكيبيم، وساتاري، وسانجيم)، وَفِي عام 1843 نَقل البرتغاليّون العاصِمَة من «فيلها غوا» إلى «سيداد دا نوفا غوا» المَعروفَة اليوم بِاِسم بانجيم، وبحلول مُنتَصَف القرن الثامن عشر توسعت «جَزَر غوا البرتغاليَّة» لتشمل مُعظم حدود الولاية الحاليَّة، وَفِي الوَقت نَفسُه فَقَد البرتغاليّون ممتلكات أُخرى في الهند حتَّى استقرت حدودهم وشكلوا الهند البرتغالية أو «دَولَة الهند البرتغاليَّة».

### الفترة المعاصرة
بَعد اِستِقلال الهند عَن الحُكم البريطانيّ في عام 1947، طلبت الهند التنازل عَن الأراضي البرتغاليَّة في شبه القارة الهنديَّة للهند، لكنّ البُرتغال رفضت التفاوض بِشَأن سيادة جيوبها الهنديَّة، وَفِي 19 ديسمبر 1961 أطلق الجيش الهندي عَمَلِيَّة فيجاي وضم غوا وجزر دامان وديو إلى الاتِحاد الهندي، وأصبحت غوا، وجزر دامان وديو، أرض اتحادية تَابِعَة للهند، وَفِي 16 يناير 1967 أُجري استفتاء في غوا لِتَقرير مستقبل الإقليم الاتحادي، إمَّا الاستمرار في مِنطَقَة الاتِحاد، أو الاندماج مَع ولاية ماهاراشترا، واختار الأغلبيَّة الخيار الأول، وَفِي 30 مايو 1987، قُسم إقليم الاتِحاد، وأصبحت غوا الولاية الخامسة والعشرون في الهند، وبقيت جَزَر دامان وديو مِنطَقَة اتحادية.

## الجغرافيا والمناخ

### الجغرافيا
تَبلُغ مساحة غوا 3,702 كيلومتر مربع (1,429 ميل2)، وهي جُزء من اَلمِنطَقَة الساحليَّة المَعروفَة بِاِسم كونكان، وهي جرف يرتفع إلى سِلسِلَة جبال غاتس الغَربيَّة، والَّتِي تفصلها عَن هضبة ديكان، أعلى نقطة فِيهَا هي «سونسوجور» حيثُ ترتفع بنحو 1,167 متر (3,829 قدم)، ويَبلغَ طُول ساحل غوا 160 كيلومتر (99 ميل)، ويُعتبر «ميناء مورموجاو» على مصب نهر زواري من أفضَل الموانئ الطَّبيعية في جَنُوب آسِيَا.
تتميز غوا بسبعة أنهار رئيسيَّة وهي «زواري»، و«ماندوفي»، و«تيريكول»، و«شابورا»، و«جالجيباغ»، و«قناة كمبارج»، و«تالبونا»، و«سال». ومن أهم الأنهار فِيهَا نهري «زواري»، و«ماندوفي» اللذان تتخللهما «قناة كمبارج»، حيثُ يُشكل مجمعًا رئيسيًا لمصبات الأنهار، تعمل الأمطار على تغذية الأمطار الموسميَّة الجنوبيَّة الغَربيَّة، ويُغطي حوضها 69 بالمائة من مِسَاحَة الولاية، وتُعتبر هَذِه الأنهار الأكثر ازدحامًا في الهند، وإجمالًا يتواجد في غوا أَكثَر من 40 مصبًا للأنهار، ولها ثمان جَزَر بَحرِيَّة، وحوالي 90 جزيرة نهرية، ويَبلغَ إجمالي طُول أنهار جوا الصالحة لِلمَلاَّحَة 253 كيلومتر (157 ميل)، وفيها أيضًا أَكثَر من 300 خزان مياه قديم، بُني خِلال فَترَة حكم سلالة كادامبا، وأكثر من 100 ينبوع طبي.

شلالات دودساغار في محمية بهاجوان مهافير ومنتزه موليم الوطني
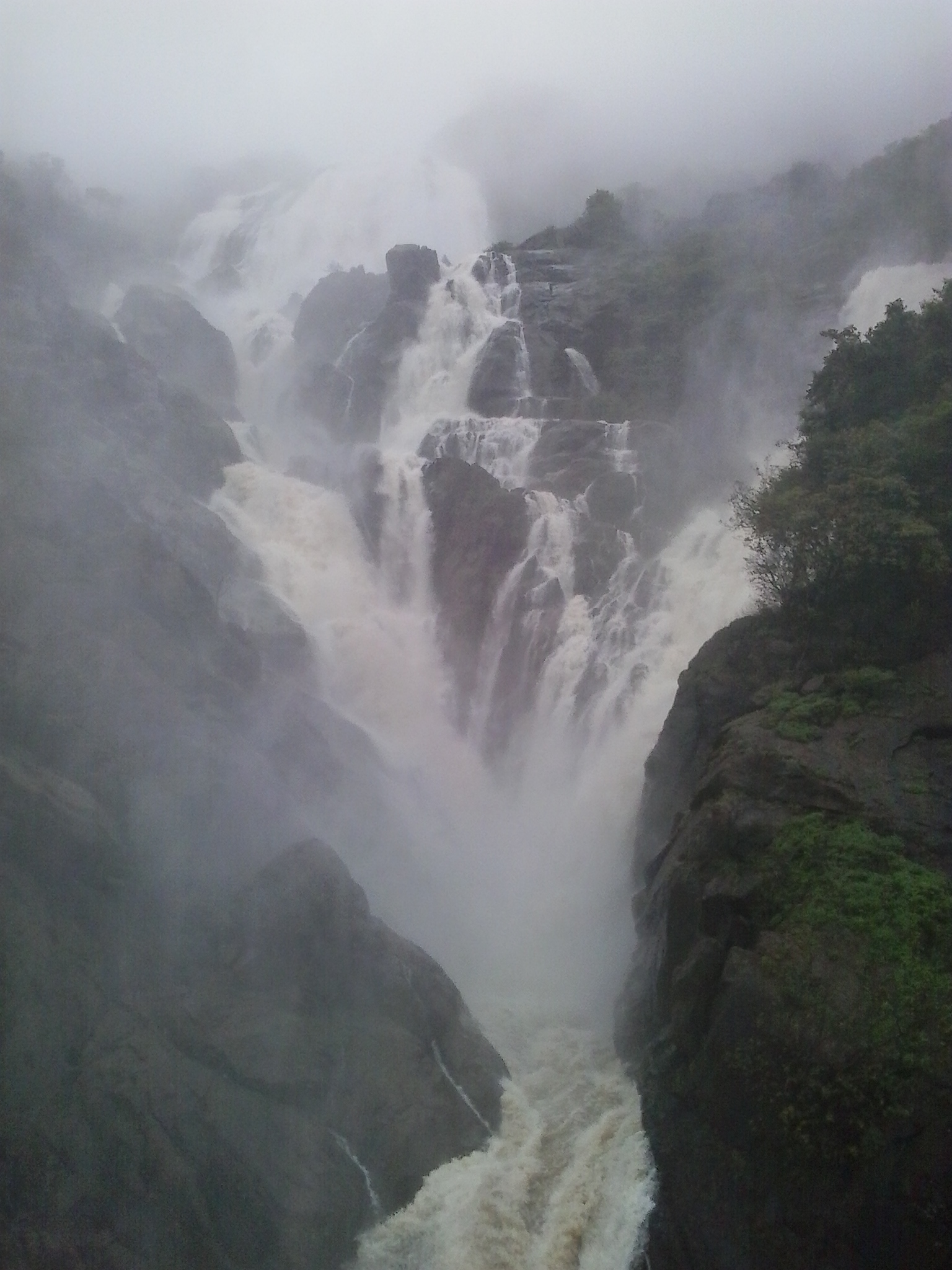
شلالات دودساغار في أغسطس.
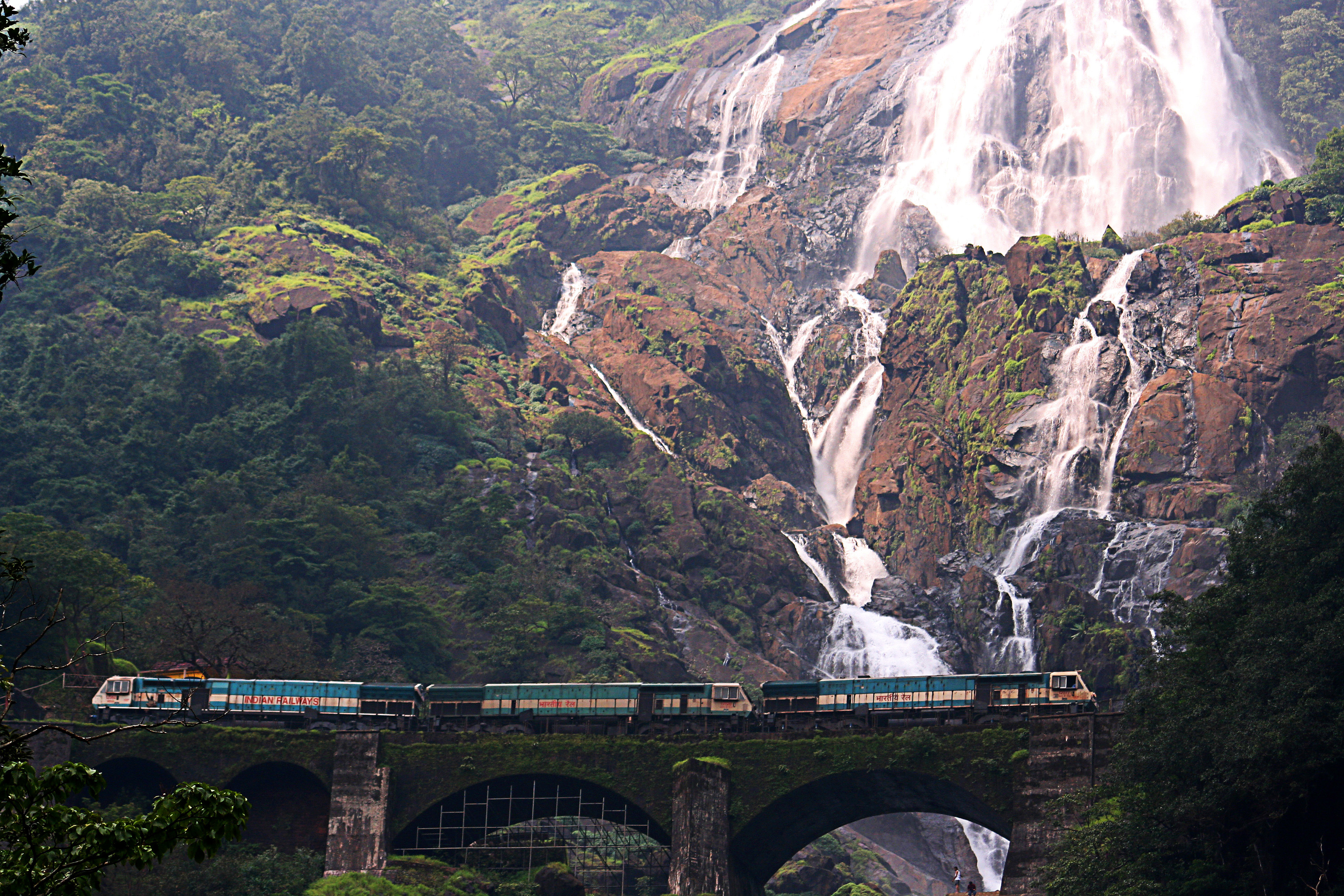
قطار يمر بجوار شلالات دودساغار.
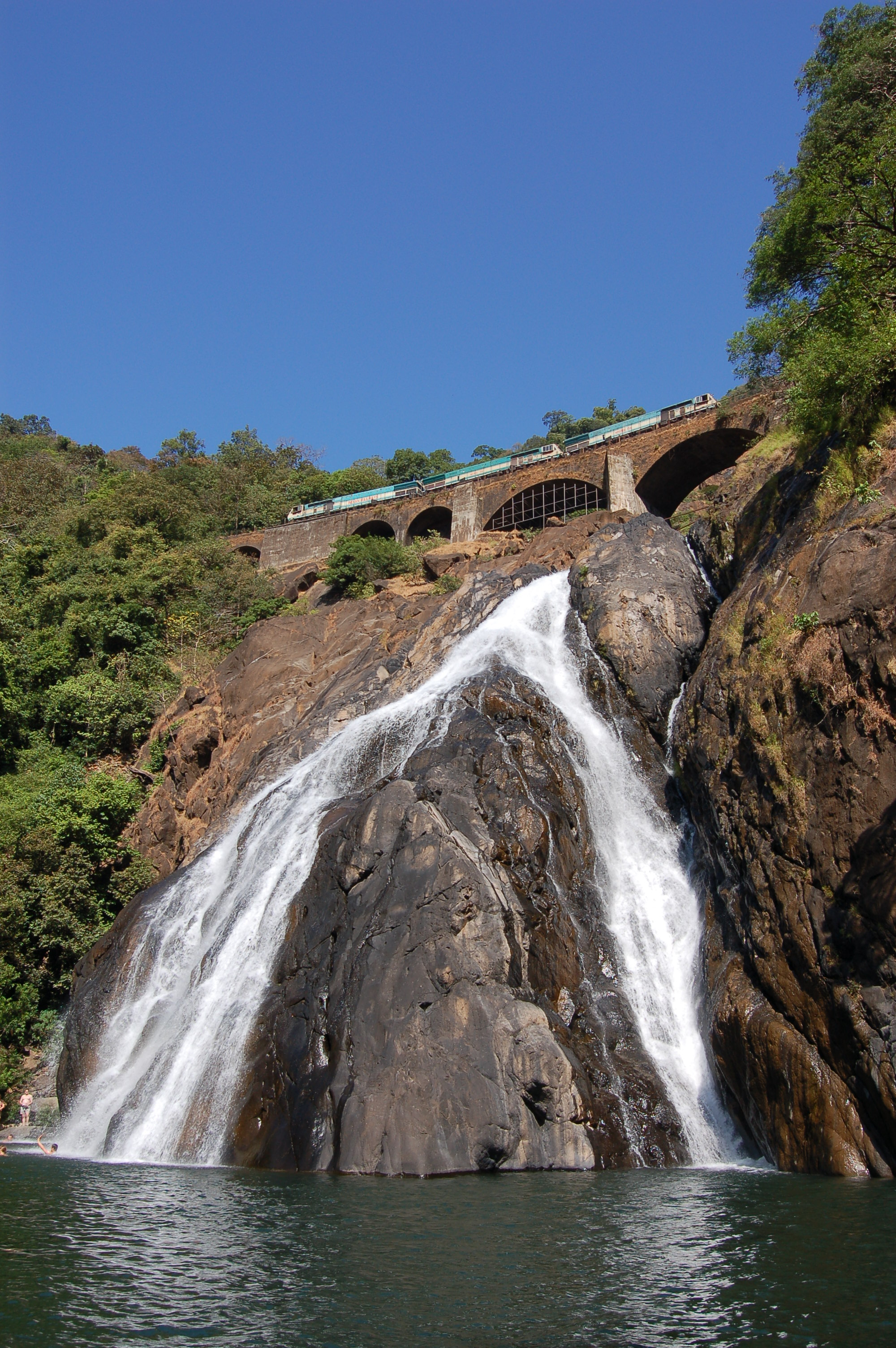
النصف السفلي من شلالات دودساغار.

### المناخ
تتميز غوا بمناخ مداري موسمي حسب تصنيف مناخ كوبن، وبسبب وقوعها في اَلمِنطَقَة الاستوائيَّة وبالقرب من بحر العرب، فتتميز بمناخ حار ورطب مُعظم أيام السنة، وعادةً مَا يكون شهر مايو الأكثر سخونة، حيثُ ترتفع دَرَجَة الحرارة في النهار عَن 35 °م (95 °ف) بجانب الرطوبة العالية، وتتميّز بثلاث مواسم وهي:
- فَترَة الرياح الموسميَّة الجنوبيَّة الغَربيَّة (يونيو - سبتمبر)
- فَترَة مَا بَعد الرياح الموسميَّة (أكتوبر - يناير)
- فَترَة مَا قَبل الرياح الموسميَّة (فبراير - مايو)

ويهطل أَكثَر من 90 بالمائة من الأمطار خِلال موسم الرياح الموسميَّة، ويَبلغَ متوسط هطول الأمطار السنوي 120 بوصة (3,000 مـم).
| البيانات المناخية لـGoa                                       | البيانات المناخية لـGoa | البيانات المناخية لـGoa | البيانات المناخية لـGoa | البيانات المناخية لـGoa | البيانات المناخية لـGoa | البيانات المناخية لـGoa | البيانات المناخية لـGoa | البيانات المناخية لـGoa | البيانات المناخية لـGoa | البيانات المناخية لـGoa | البيانات المناخية لـGoa | البيانات المناخية لـGoa | البيانات المناخية لـGoa |
| الشهر                                                         | يناير                   | فبراير                  | مارس                    | أبريل                   | مايو                    | يونيو                   | يوليو                   | أغسطس                   | سبتمبر                  | أكتوبر                  | نوفمبر                  | ديسمبر                  | المعدل السنوي           |
| ------------------------------------------------------------- | ----------------------- | ----------------------- | ----------------------- | ----------------------- | ----------------------- | ----------------------- | ----------------------- | ----------------------- | ----------------------- | ----------------------- | ----------------------- | ----------------------- | ----------------------- |
| متوسط درجة الحرارة الكبرى °م (°ف)                             | 31.6 (88.9)             | 31.5 (88.7)             | 32.0 (89.6)             | 33.0 (91.4)             | 33.0 (91.4)             | 30.3 (86.5)             | 28.9 (84.0)             | 28.8 (83.8)             | 29.5 (85.1)             | 31.6 (88.9)             | 32.8 (91.0)             | 32.4 (90.3)             | 31.3 (88.3)             |
| المتوسط اليومي °م (°ف)                                        | 26.0 (78.8)             | 26.3 (79.3)             | 27.7 (81.9)             | 29.3 (84.7)             | 30.0 (86.0)             | 27.6 (81.7)             | 26.7 (80.1)             | 26.4 (79.5)             | 26.9 (80.4)             | 27.9 (82.2)             | 27.6 (81.7)             | 26.6 (79.9)             | 27.4 (81.4)             |
| متوسط درجة الحرارة الصغرى °م (°ف)                             | 19.6 (67.3)             | 20.5 (68.9)             | 23.2 (73.8)             | 25.6 (78.1)             | 26.3 (79.3)             | 24.7 (76.5)             | 24.1 (75.4)             | 24.0 (75.2)             | 23.8 (74.8)             | 23.8 (74.8)             | 22.3 (72.1)             | 20.6 (69.1)             | 23.2 (73.8)             |
| الهطول مم (إنش)                                               | 0.2 (0.01)              | 0.1 (0.00)              | 1.2 (0.05)              | 11.8 (0.46)             | 112.7 (4.44)            | 868.2 (34.18)           | 994.8 (39.17)           | 512.7 (20.19)           | 251.9 (9.92)            | 124.8 (4.91)            | 30.9 (1.22)             | 16.7 (0.66)             | 2٬926 (115.2)           |
| متوسط أيام هطول الأمطار                                       | 0.0                     | 0.0                     | 0.1                     | 0.8                     | 4.2                     | 21.9                    | 27.2                    | 13.3                    | 13.5                    | 6.2                     | 2.5                     | 0.4                     | 90.1                    |
| ساعات سطوع الشمس الشهرية                                      | 313.1                   | 293.8                   | 291.4                   | 288.0                   | 297.6                   | 126.0                   | 105.4                   | 120.9                   | 177.0                   | 248.0                   | 273.0                   | 300.7                   | 2٬834٫9                 |
| المصدر #1: المنظمة العالمية للأرصاد الجوية                    |                         |                         |                         |                         |                         |                         |                         |                         |                         |                         |                         |                         |                         |
| المصدر #2: مرصد هونغ كونغ ‏ for sunshine and mean temperatures |                         |                         |                         |                         |                         |                         |                         |                         |                         |                         |                         |                         |                         |

## التقسيمات

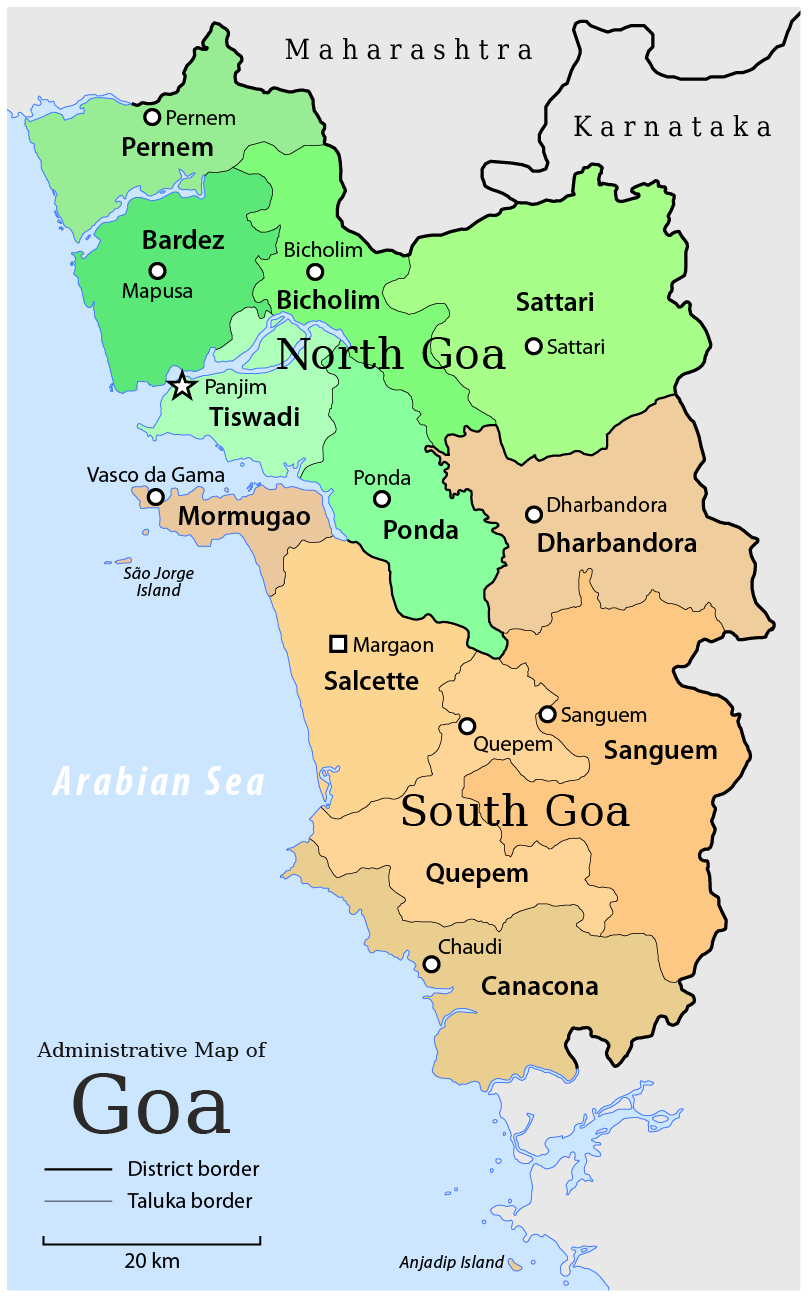
يشير اللون الأخضر إلى منطقة شمال غوا، بينما يشير اللون البرتقالي إلى منطقة جنوب غوا.

تنقسم الولاية إلى مقاطعتين شَمَال غوا، وجَنُوب غوا، وتُدار كلّ مِنطَقَة من «جامع اَلمِنطَقَة» المُعين من الحُكومة الهنديَّة، ومن المُدن الرَئِيسيّة في غوا باناجي، ومارغاو، وفاسكو، ومابوسا، وبوندا، وبيكوليم، وفالبوي، ويَبلغَ عدد القرى في غوا 334 قرية.
تُقسم مِنطَقَة شَمَال غوا إلى ثلاثة أقسام فرعيَّة وهي باناجي، ومابوسا، وبيكوليم، وتُعد بانجيم المقر الرَئِيسيّ للمنطقة، وهي أيضًا عاصمة الولاية.
تُقسم مِنطَقَة جَنُوب غوا إلى خمسة أقسام فرعيَّة وهي بوندا، ومورموجاو-فاسكو دا جاما، ومارجاو، وكيبيم، ودربندورا، وتُعد مارغاو المقر الرَئِيسيّ للمنطقة.

## الحكومة والسياسة
استضافت المدينة قمة دول البريكس 2016 (اختصاراً BRICS) وهي البرازيل، وروسيا، والهند، والصين، وجنوب إفريقيا.
لَم يتمكَّن المؤتمر الوطني الهندي من تَحقِيق نجاح انتخابي في العقدين الأولين بَعد دمج الولاية في الهند، وهيمنت على الولاية الأحزاب السياسيَّة الإقليميَّة مِثل حزب ماهاراشتراوادي جومانتاك وحزب الجوان المتحد.

### الحُكومة
يُمِثل الولاية في لوك سابها عضوان منتخبان، ويُمثلها عضوًا واحدًا في مجلس الشيوخ.
يقع مَقَر العاصِمَة الإداريَّة لولاية غوا في «باناجي»، والَّتِي يُشار إِلَيهَا بِاِسم بانجيم، تَقعُ العاصِمَة على الضفة اليسرى لنهر ماندوفي، بينما يقع مَقَر الجمعيَّة التشريعية في بورفوريم، وتُعد «محكمة غوا» أعلى سلطة قضائيَّة في الولاية، وهي فرع من محكمة بومباي العليا، ولها مَقَر دائم في بانجيم.
تتكون السلطة التشريعية في غوا من مَجلِس وَاحِد وَهُو «الجمعيَّة التشريعية لغوا»، ويتألَّف من 40 عضوًا، ويرأس الوزير الأول السلطة التَّنفِيذِية الَّتِي يشكلها الحزب المُنتخب بأغلبية في المَجلِس التشريعي، يُعين رَئِيس الهند حاكم الولاية، وقد شهدت الولاية أربع عِشرَة حكومة في فَترَة الخمسة عشر عامًا بَين عاميّ 1990 و2005.
أعلن حاكم الولاية حَل الجمعيَّة التشريعية في مارس 2005، وشهدت انتخابات فرعيَّة في يونيو 2005 عودة المُؤتَمَر الوطنيّ الهندي إلى السلطة بَعد فوزه بثلاثة من المقاعد الخمسة الَّتِي ذهبت إلى صناديق الاقتراع، وفاز تَحَالُف مكون من أكبر حزبين في الولاية المؤتمر الوطني الهندي وحزب بهاراتيا جاناتا في استفتاء عام 2007 وشكل الحُكومة، وَفِي انتخابات 2012 فاز حزب «بهاراتيا جاناتا» مَع حزب «ماهاراشتراوادي جومانتاك» بأغلبية واضحة، وشكلوا حكومة جديدة.
في انتخابات 2017 حصل المؤتمر الوطني الهندي على مُعظم المقاعد، وَكَان «حزب بهاراتيا جاناتا» في المرتبة الثانيَّة، وَلَم يحصل أي حزب على أغلبية برلمانية، وطلب حاكم الولاية من «حزب بهاراتيا جاناتا» تشكيل الحُكومة، بينما لَم توافق الجمعيَّة التشريعية وأحالت القضية إلى المحكمة العليا، الَّتِي أيدت تشكيل الحُكومة.

## النباتات والحيوانات

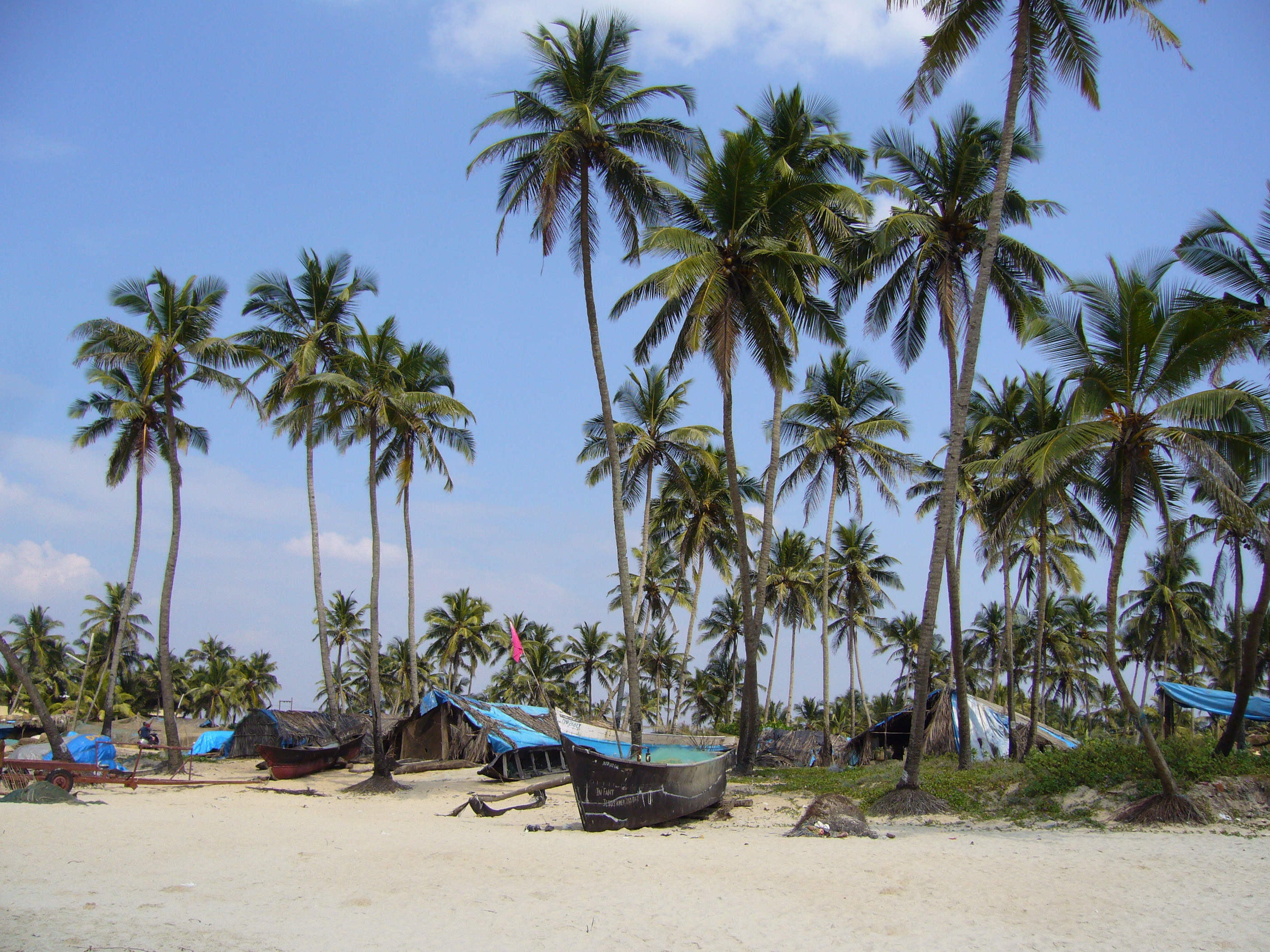
أشجار نخيل جوز الهند هي رمز غوا

تَبلُغ مِسَاحَة الغطاء الحرجي الاستوائي في غوا نَحو 1,424 كيلومتر مربع (549.81 ميل2)، وتُقدر الغابات المملوكة للحكومة بنحو 1,224.38 كيلومتر مربع (472.74 ميل2)، بينما تُقدر الغابات الخاصّة بنحو 200 كيلومتر مربع (77.22 ميل2)، وتقع مُعظم الغابات في المناطق الشرقيَّة الداخليَّة للولاية، وتُشكل غاتس الغربية مُعظم شَرق غوا، وتُعتبر واحدة من النقاط الساخنة للتنوع البيولوجي فِي العَالم، وتضُم محميات الحَيَاة البرية في غوا أَكثَر من 1512 نوعًا موثقًا من النَّباتات، وأكثر من 275 نوعًا من الطيور، وأكثر من 48 نوعًا من الحَيوانات وأكثر من 60 جنسًا من الزواحف.
تشتهر غوا بزراعة جوز الهند، ويُعد الأرز المحصول الغذائي الرَئِيسيّ، كما تُزرع في الولاية البقوليات، «والراجي» ومحاصيل غذائية أُخرى، ومن المَحاصيل النقدية الرَئِيسيّة جوز الهند وجوز الكاجو وجوز الأريكا وقصب السكر والفواكه مِثل الأناناس والمانجو والموز. ويُعد حيوان الغور حيوان ولاية غوا هُو، وطائر الولاية هُو بلبل اللهب، وشجرة الولاية هي ماتي (أسنا).
المُنتجات الحرجية الهامَّة في الولاية هي قصب الخيزران، ولحاء المراثا، ولحاء الشار، والبيران، وتنتشر أشجار جوز الهند في كلّ مكان وتتواجد في جَمِيع مَنَاطِق غوا تقريبًا باستثناء المناطق المُرتفعة، وتُوجد مَجمُوعَة متنوعة من الأشجار المُتساقِطة الأوراق، مِثل خشب الساج، وشجرة سال، والكاجو، وأشجار المانجو، ومن الفواكه الكاكايا، والمانجو، والأناناس.
عُثر في أدغال غوا على الثعالب والخنازير البرية والطيور المُهاجرة، ومن الطيور (الرفراف والمينا والببغاء)، وَفِي سواحل غوا وأنهارعا العديد من الأسماك، ويُعتبر سرطان البَحر وجراد البَحر والروبيان وقنديل البَحر والمحار وسمك السلور أساس المصايد البحريَّة. ويُوجد في غوا العديد من «المتنزّهات الوطنيَّة» الشَّهِيرَة ومنها «محمية سالم علي للطيور الشَّهِيرَة» في جزيرة تشوراو، ومن محميات الحَيَاة البرية «محمية بونديلا للحياة البرية»، و«محمية مولم للحياة البرية»، و«محمية كوتيغاو للحياة البرية»، و«محمية مادي للحياة البرية»، و«محمية محمية نترافالي للحياة البرية»، و«محمية محمية ماهافير للحياة البرية».

## الاقتصاد
| الناتج المحلي الإجمالي للولاية (مليون روبيه) |        |
| العام                                        | المبلغ |
| 1980                                         | 3980   |
| 1985                                         | 6550   |
| 1990                                         | 12570  |
| 1995                                         | 33190  |
| 2000                                         | 76980  |
| 2010                                         | 150000 |

يُقدر الناتج المحليّ لولاية غوا لعام 2017 بنحو 11 مِليار دُولَار بالأسعار الجَارِيَة، وتُعتبر أغنى ولاية في الهند، ويُعد نصيب للفرد من الناتج المحليّ الإجمالي الأغلى في الهند حيثُ يزيد عَن متوسط نصيب الفرد في الهند بمرتين ونصف، ويَبلغَ مُعَدّل النمُو في الولاية 8.23 بالمائة (المُتَوَسِط السنوي 1990-2000). وتحصل الولاية على 12 بالمائة من السياح الأجانب الوافدين إلى الهند، وتُعد السياحة صناعتها الرَئِيسيّة، ولها موسمان سياحيان رئيسيان في الشتاء والصيف، بلغَ صافي الناتج المحليّ للولاية نَحو 7.24 مِليار دولار أمريكي في 2015–16.

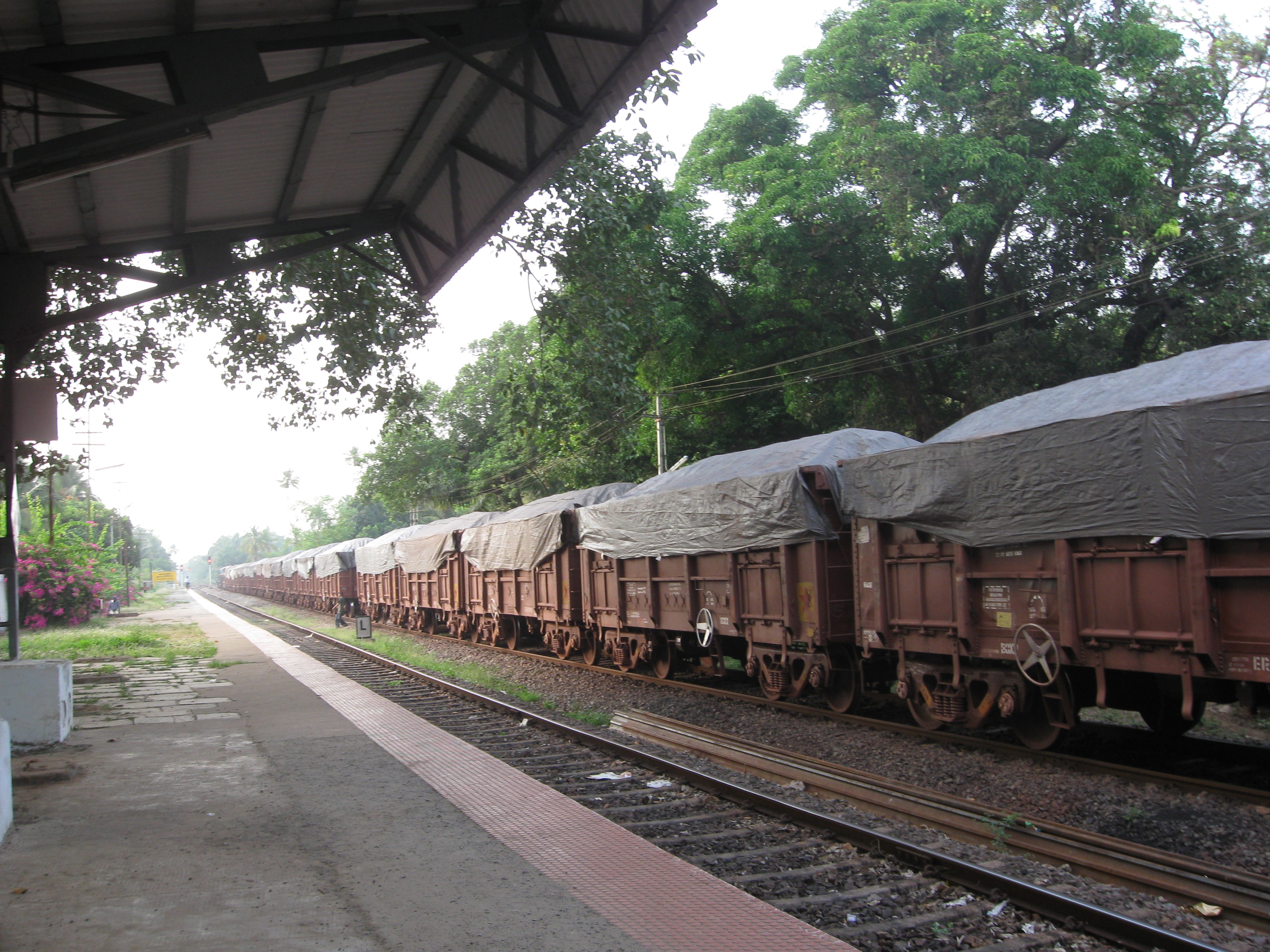
قطار يحمل خام الحديد إلى ميناء مارماجاو في فاسكو

يُشكِل التَعدِين ثاني أكبر صناعة في الولاية، حيثُ يُستخرج الحديد والبوكسيت والمنغنيز والطين والحجر الجيري والسيليكا، وقد تعامل ميناء مورموجاو مَع 31.69 مليُون طن من البضائع في عام 2007، والَّتِي مثلت 39 بالمائة من إجمالي صادرات خام الحديد في الهند، ومن أبرز شركات المناجم في الولاية «سيسا غوا» (المملوكة الآن لِشَرِكَة فيدانتا ريسورسز)، و«ديمبو»، وقد أدَّى تفشي التَعدِين إلى استنفاد الغطاء الحرجي وتشكيل مخاطر صِحِيَّة على السكان المَحَليِين، وتقوم الشَّرِكَات بالتَعدِين بشكل غير قَانُونِي في بَعض المناطق، وَخِلَال الفَترَة 2015-2016 تعامل ميناء مورموجاو مَع 20.78 مليُون طن من البضائع.
توفر الزراعة فرص عَمَل بدوام جزئي لجزء كَبِير من السكان على الرغم من تقلص أهَمِيَّة الزراعة الاقتصاديَّة خِلال العقود الأربعة الماضية، ويُعد الأرز المحصول الزراعي الرَئِيسيّ، يليه الأريكا والكاجو وجوز الهند، ويعمل في صيد الأسماك نَحو 40 ألف شخص.
تَشمَل الصناعات مُتَوَسِطَة الحجم تَصنِيع مبيدات الآفات والأسمدة والإطارات والأنابيب والأحذية والمواد الكيميائيّة وَالأَدوِيَة ومنتجات القمح ودرفلة الصلب والفواكه وتعليب الأسماك والكاجو والمنسوجات ومنتجات مصانع الجعة.
يُوجِد في غوا 16 مِنطَقَة اقتصاديّة خاصَّة مخطط لَهَا في غوا، ومؤخرًا قرَّرت حكومة غوا عَدَم السماح بإنشاء المناطق الاقتصاديَّة الخاصّة بَعد معارضة الأحزاب السياسيَّة والكنيسة الكاثوليكيَّة.
تشتهر غوا بأسعارها المُنخفضة للبيرة والنبيذ والمشروبات الروحيَّة نظرًا لانخفاض ضريبة الاستهلاك على الكحول، وتُعتبر التحويلات الماليَّة من مصادر التدفق النقدي إلى الولاية.
في عام 1976 أصبَحَت غوا أول ولاية هنديَّة تُقنن بَعض أنواع المُقامرة، وفرضت ضرائب على القمار.
بلغَ إجمالي قُدرَة توليد الطاقة المركبة في غوا 547.88 ميجاوات في سبتمبر 2017، وتُعتبر غوا من الوَلاَيات الهنديَّة القليلة الَّتِي تحقق كهربة الريف بنِسبَة 100 بالمائة.

## التركيبة السكانية

### تعداد السكان
بلغَ عدد سكان جوا 1.459 مليُون نسمة في 2011، وهي رابع أقل ولاية من حيثُ عدد السكان في الهند بَعد سيكيم وميزورام وأروناتشال براديش، وتبلغ الكثافة السُكّانيّة فِيهَا 394 شخص لكل كيلو متر مربع، وهي أعلى من المُتَوَسِط الوطنيّ البالغ 382 شخص لكل كيلومتر مربع، ويعيش 62.17 بالمائة من سُكَّانها في مَنَاطِق حضرية، وتبلغ نسبة الجِنس فِيهَا 973 أنثى إلى 1000 ذكر، وبلغت نسبة الولادة فِيهَا 15.70 لكل 1000 شخص في عام 2007، ويُشكل المُهاجِرون من الداخل والخارج أَكثَر من 50 بالمائة من سُكَّانها.

### اللغات
لغات غوا (2011)
أقرَّ قانون اللغة الرسميَّة «لغوا ودامان وديو» لعام 1987 أن اللغة الرسميَّة الوحيدة لغوا هي «الكونكانية بالنص الديفاناغاري»، لكنّه أجاز اِستِخدام اللغة المراثية «لِجَمِيع الأغراض الرسميَّة أو لِأَيّ مِنهَا»، وقد كَانَت البرتغاليَّة هي اللغة الرسميَّة الوحيدة خِلال الحُكم الاستعماريّ البُرتغاليّ، وقد كَانَت هُناك مطالب لاعتماد «الكونكانية بالنص الرومانيّ»، بينما يدعم الكثير إبقاء الكونكانية كلغة رسميَّة وحيدة لغوا، وَفِي للكنيسة الكاثوليكيَّة في غوا يتم القداس والتواصل الكَامِل باللغة الكونكانية بالنص الرومانيّ.
يتحدث بالكونكانية كلغة أولى حوالي 66.11 بالمائة من سكان الولاية، وتقريبًا؛ يُمكِن لِجَمِيع سكان مَدِينَة غوا التحدث بالكونكانية، ويُمكن لعدد كَبِير منهم التحدث بالإنجليزيَّة وفهمها، وبحسب تعداد 2011 يتحدث باللغة الماراثية نَحو 10.89 بالمائة من السكان، وباللغة الهنديَّة (10.29 بالمائة)، وباللغة الكنادية (5.66 بالمائة)، وبالأردية (2.83 بالمائة)، وبالبرتغاليَّة (1 بالمائة).
لَم تكن الكونكانية لغة الرسميَّة أو إدارية للعديد من حكام الولاية، ففي فَترَة سلالة كادامبا الحاكمة (حوالي 960-1310)، كَانَت لغة المحكمة هي الكانادا، وكانت اللغة الفارسيَّة هي اللغة الرسميَّة وَالثَّقافِيَّة عَندَمَا كَانَت تحت الحُكم الإسلاميّ (1312-1370 و1469-1510)، وقد نُقِشت أحجار مختلفة من تِلك الفَترَة باللُغتين الكانادية والفارسيَّة، وتُعرض حاليًا في المتحف الأثري، وَخِلَال الفَترَة بَين فترتي الحُكم الإسلاميّ، فرضت إمبراطورية فيجاياناغارا اِستِخدام الكانادا والتيلوغوية.

### الدين
<div style="border:solid transparent;position:absolute;width:100px;line-height:0;
الدين في غوا (2011)

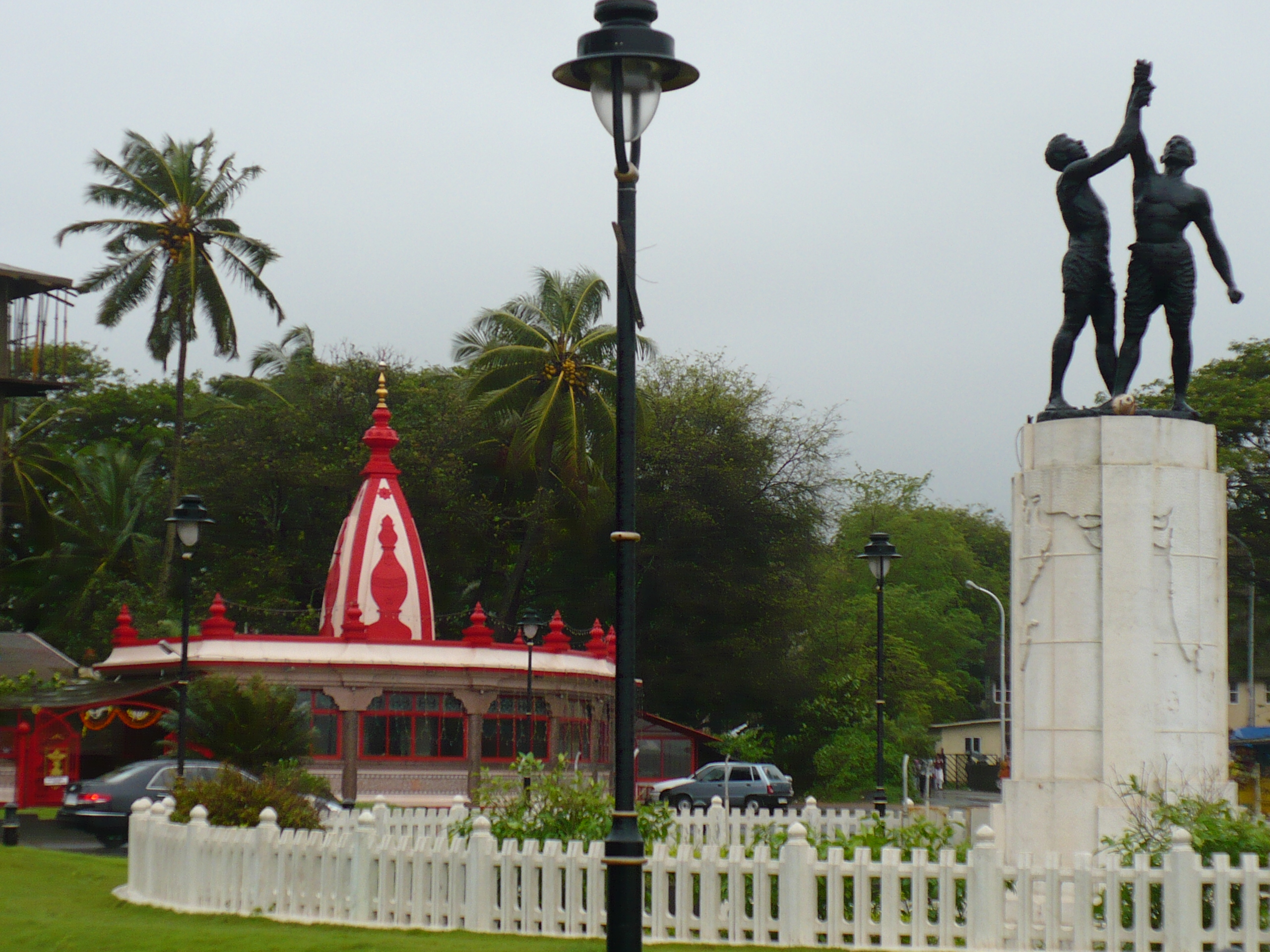
النصب التذكاري للوحدة الهندوسية المسيحية في شاطئ ميرامار.

وفقًا لتعداد عام 2011 فإنَّ 66.1 بالمائة من سكان الولاية هندوس، و25.1 بالمائة مسيحيون، و8.3 بالمائة من مسلمين و0.1 بالمائة من السيخ.
وفقًا لإحصاءات 1909 في الموسوعة الكاثوليكيَّة، فَقَد كَان إجمالي عدد السكان الكاثوليك في غوا الخاضعة للسيطرة البرتغاليَّة 293,628 من إجمالي عدد السكان البالغ 365,291 (80.33 بالمائة). ومنذ القرن العِشرين بدأَ انخفاض السكان المسيحيُّون في غوا، ويعود ذَلِك لهجرة المسيحيّين من غوا إلى المُدن الهنديَّة العالميَّة مِثل مومباي، وبنغالور، وإلى الدُّوَل الأجنبيَّة مِثل البُرتغال، والمملكة المتَّحدة، ويهاجر السكان غير المسيحيّين من بقية الهند مُنذ عام 1961.
يخدم الكاثوليك في ولاية غوا وإقليم اِتِحَاد دامان وديو من قَبل أبرشية متروبوليت رومانيَّة كاثوليكية في غوا ودامان، وهي المنظر الأولي للهند، حيثُ تناط بالبطريركيَّة الفخرية لجزر الهند الشرقيَّة.

## السياحة
تركز السياحة بشكل عام على المناطق الساحليَّة، ويشهد النشاط السياحي الداخليّ انخفاضًا، وَفِي عام 2010 زار غوا أَكثَر من 2 مليُون سائح، كَان 60 بالمائة منهم من الخارج، وكانت غوا وجهة مفضلة للسياح الهنود والأجانب، وخاصة البريطانييّن والروس، تحتل غوا المرتبة السادسة في أفضَل 10 مُدن للحياة الليلية فِي العَالم حسب مجلّة ناشونال جيوغرافيك، ومن النوادي الليلية البارزة في غوا «كرونيكل»، و«مامبوس»، و«سينك».
تُعد «الرياضات المائيَّة» من أهم معالم الجذب السياحي في غوا، حيثُ توفر شواطئ باجا وكالانجوت رياضات التزلج على الماء، والتزلج الهوائي، وركوب قارب الموز، وركوب السكوتر المائي، وَغَيرَهَا، وقد حاز شاطئ باتنيم في بالوليم على المرتبة الثالثة في قَائِمَة أفضَل 20 شاطئًا في قَائِمَة شبكة سي إن إن ترافيل في آسِيَا.
تشتهر ولاية غوا بشواطئها وكنائسها ومعابدها، وتُعد «كاتدرائيَّة بوم جيسوس» و«حصن أغوادا» و«متحف الشمع الجَدِيد عَن التَّاريخ والثقافة والتراث الهندي» في أولد غوا وجهات سياحية أُخرى.

### المواقع والأحياء التاريخية
يُوجِد في غوا موقعان من مواقع التراث العالميّ وهما «بوم جيساس بازيليكا»، و«كنائس وأديرة غوا القديمة»، حيثُ تحتوي كاتدرائيَّة «بوم جيساس» على رفات القديس فرانسيس كزافييه الَّذِي يعتبره العديد من الكاثوليك القديس الراعي لمنطقة غوا، وكلا الموقعين من آثار العصر البُرتغاليّ وتعكس طابعًا أوروبيًا قويًا، وتزيل الكنيسة الآثار من أَجَل التبجيل والمُشاهَدة العامَّة، وقد أُقيم المعرض الأخير في عام 2014.

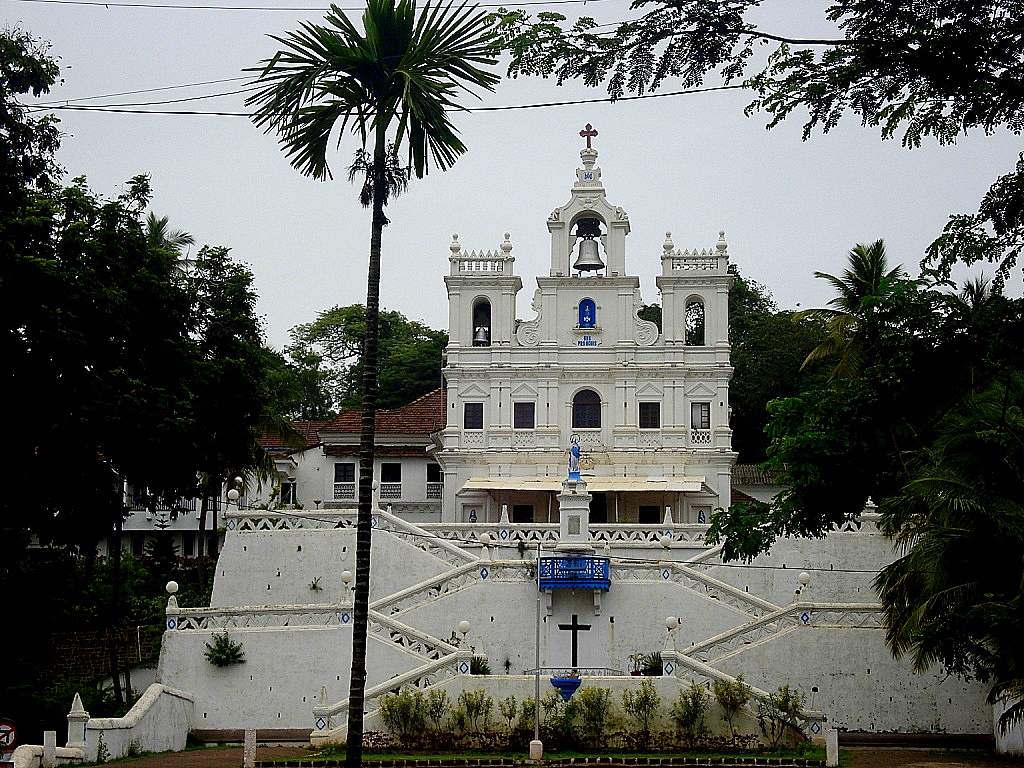
كنيسة السيدة الطاهرة في بانجيم

| السنة | اجمالي الوافدون | % التغير |
| ----- | --------------- | -------- |
| 1985  | 775,212         |          |
| 1990  | 881,323         | ▲ 13.3   |
| 1995  | 1,107,705       | 23.7     |
| 2000  | 1,268,513       | 13.8     |
| 2005  | 2,302,146       | 66.3     |
| 2010  | 2,644,805       | 13.9     |
| 2015  | 5,297,902       | 76.4     |

### المتاحف ومركز العلوم
يُوجِد في غوا ثلاثة متاحف هامة وهي «متحف ولاية غوا»، و«متحف الطَّيَرَان البحري»، و«المَعهَد الوطنيّ لعلوم المُحيطات»، ويُعد متحف الطَّيَرَان أحد ثلاثة متاحف طيران حربي في الهند، ويَقع «مَركَز غوا للعلوم» في ميرامار في باناجي، ويَقع «المَعهَد الوطنيّ لعلوم المُحيطات» في دونا بولا، ويُعد متحف غوا معرض فني معاصر مملوك لِلقِطَاع الخاصّ في مِنطَقَة بيليرن الصناعيّة، بالقرب من كالانجوت.

## الثقافة
تُعتبر الثقافة الغوانية مزيج من الأنماط الشرقيَّة والغَربيَّة، ويعود ذَلِك لكونها إقليمًا برتغاليًا لأكثر من 450 عام، وتُعتبر الملابس الملكيّة الغَربيَّة للملوك جُزءًا من تراث غوا الثقافيّ، ويُقام في غوا العديد من المهرجانات المحَلِية البارزة مِثل عيد الميلاد، وعيد الفصح، وكرنفال غوان، والديوالي، وشيجمو، ومهرجان غانيش تشاتورثي.
تمنح حكومة غوا «جائزة جومانت فيبهوشان» بشكل سنويٌّ مُنذ 2010، وهو أعلى وسام مدني للولاية.
من الأنماط التقليديّة للرقص والمُوسيقى في غوا «دخنني»، و«فوجدي»، و«كوريدينو»، و«مندو»، و«دولبود»، وفادو. ويُعد الكاثوليك في غوا مُغرمون بالتجمعات الاجتماعيَّة «تياترو»، وتُعد المُوسيقى جُزء لَا يَتَجَزَّأ من ثقافة غوا، بينما يُغرم الهندوس بأنماط «ناتاك»، و«بهاجان»، و«كيرتان»، وينحدر الكثير من مطربي الكلاسيكيَّة الهنديَّة من غوا، مِثل «موغباي كرديكار»، و«كيشوري أمونكار»، و«كيسارباي كيركار»، و«جيتندرا أبهيشيكي»، و«بانديت برابهاكار كاريكر». 
ويُعد فن «ناتاك» و«تياتر» و«جاغور» من أَشكَال فنون الأداء التقليديّة في غوا، وتُسرد قصص من رامايانا ومهابهاراتا ومواضيع أُخرى بالغناء والرقص. وَفِي بَعض الأماكن، تُقام عروض «جاغور» بِمُشَارَكَة الهندوس والمسيحيّين، حيثُ يَلعَب الهندوس دور الشخصيّات، ويُقدِم المسيحيّين الدعم الموسيقيّ.

### الطعام
يشتهر مطبخ غوا بمجموعة متنوعة غنية من أطباق السمك المطبوخة بوصفات متقنة، ويُمكن تقسيم طعام غوان إلى مطبخ «غوان كاثوليك» و«غوان هندو»، حيثُ يُظهر كلّ مِنهُمَا أذواقًا وأنماط طهي مميزة للغاية، ويُعد «الأرز مَع السمك الكاري» الغذاء الرَئِيسيّ في غوا، ويُستخدم جوز الهند وزيت جوز الهند بشكل رَئِيسيّ في الطبق الغواني، إضافة إلى الفلفل الحار، والتوابل، والخل، ويتأثر مطبخ غوا بالمطبخ البُرتغاليّ بشدَّة.
يُعد «فيني» أشهر مشروب كحولي في غوا، حيثُ يتكون «كاجو فيني» من التقطير المزدوج لعصير الفاكهة المخمر لشجرة الكاجو، وتُعد ثقافة البار من جَوَانِب قرى غوا الفريدة، حيثُ تعمل كنقطة التقاء للقرويين، وتتمتَّع غوا أيضًا بثقافة نبيذ غنية بسبب الحُكم البُرتغاليّ.

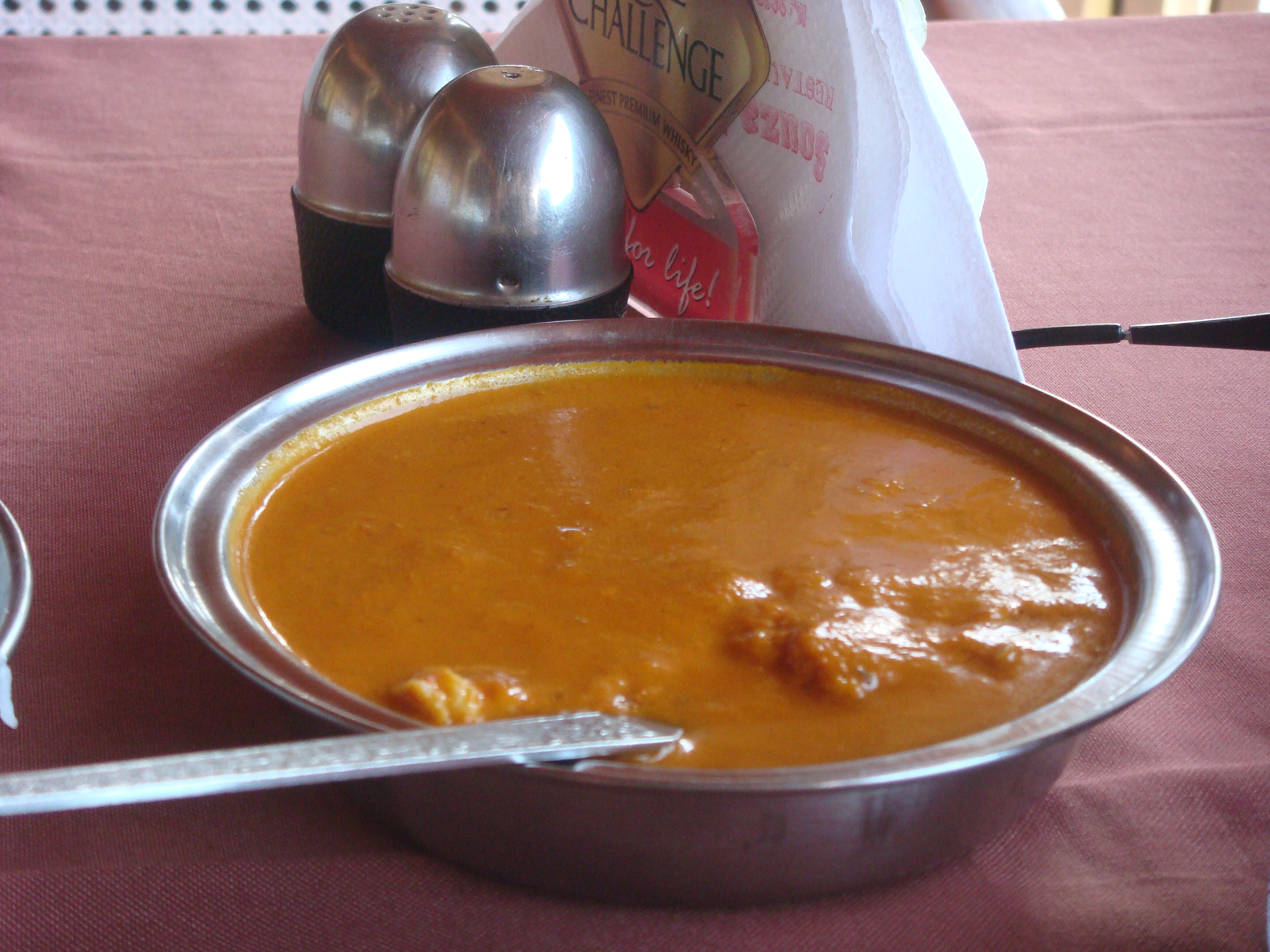
كاري جمبري من غوا، طبق شعبي في جميع أنحاء الولاية.
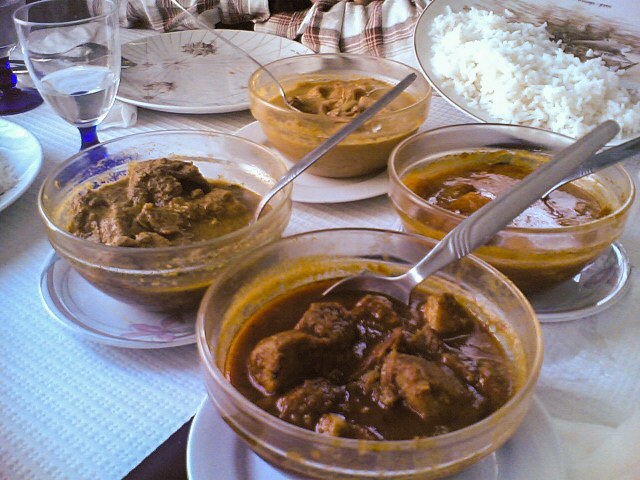
طبق كاري يُدعى "فيندالو" مكون من لحم الخنزير
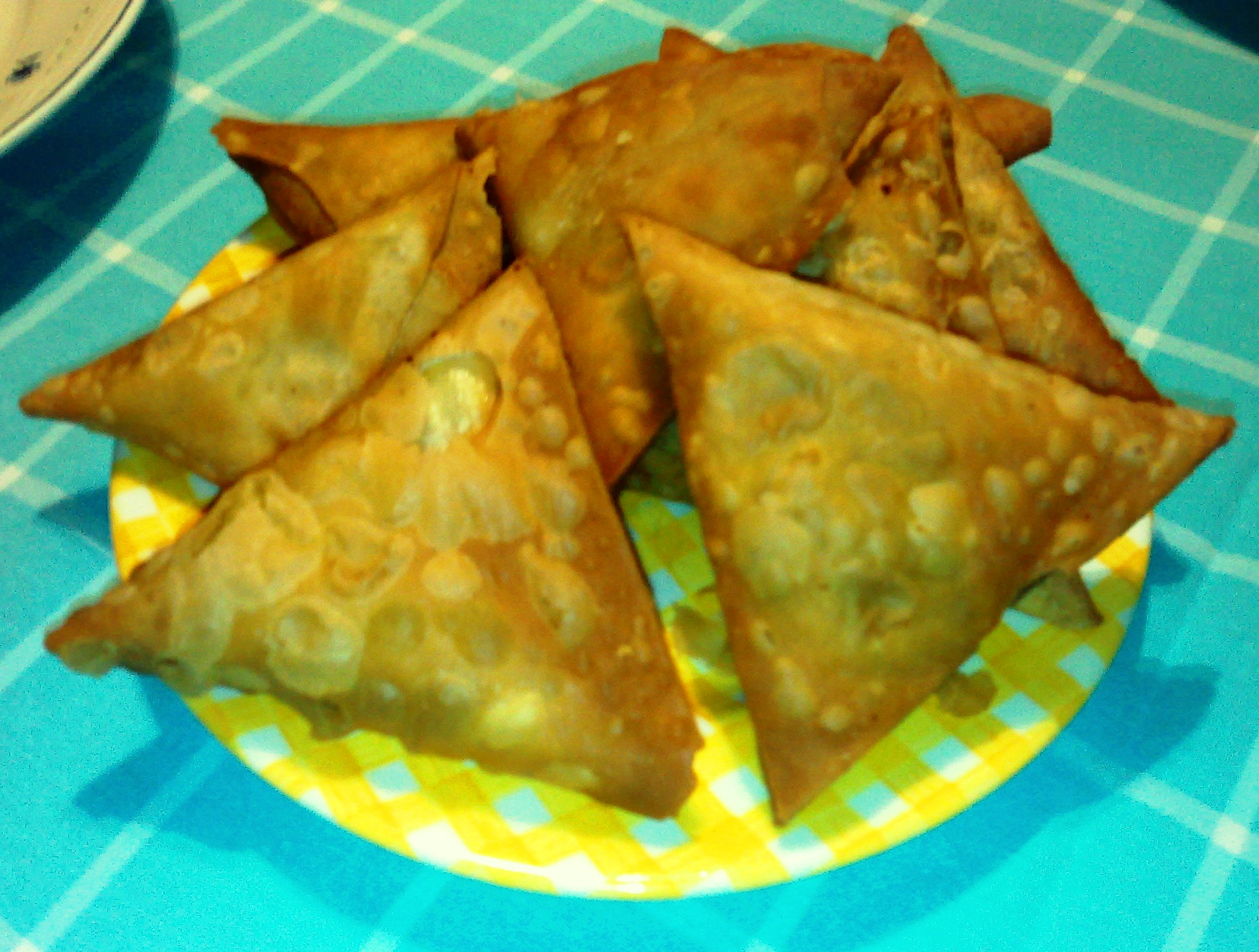
شاموكاس، سمبوسة غوان
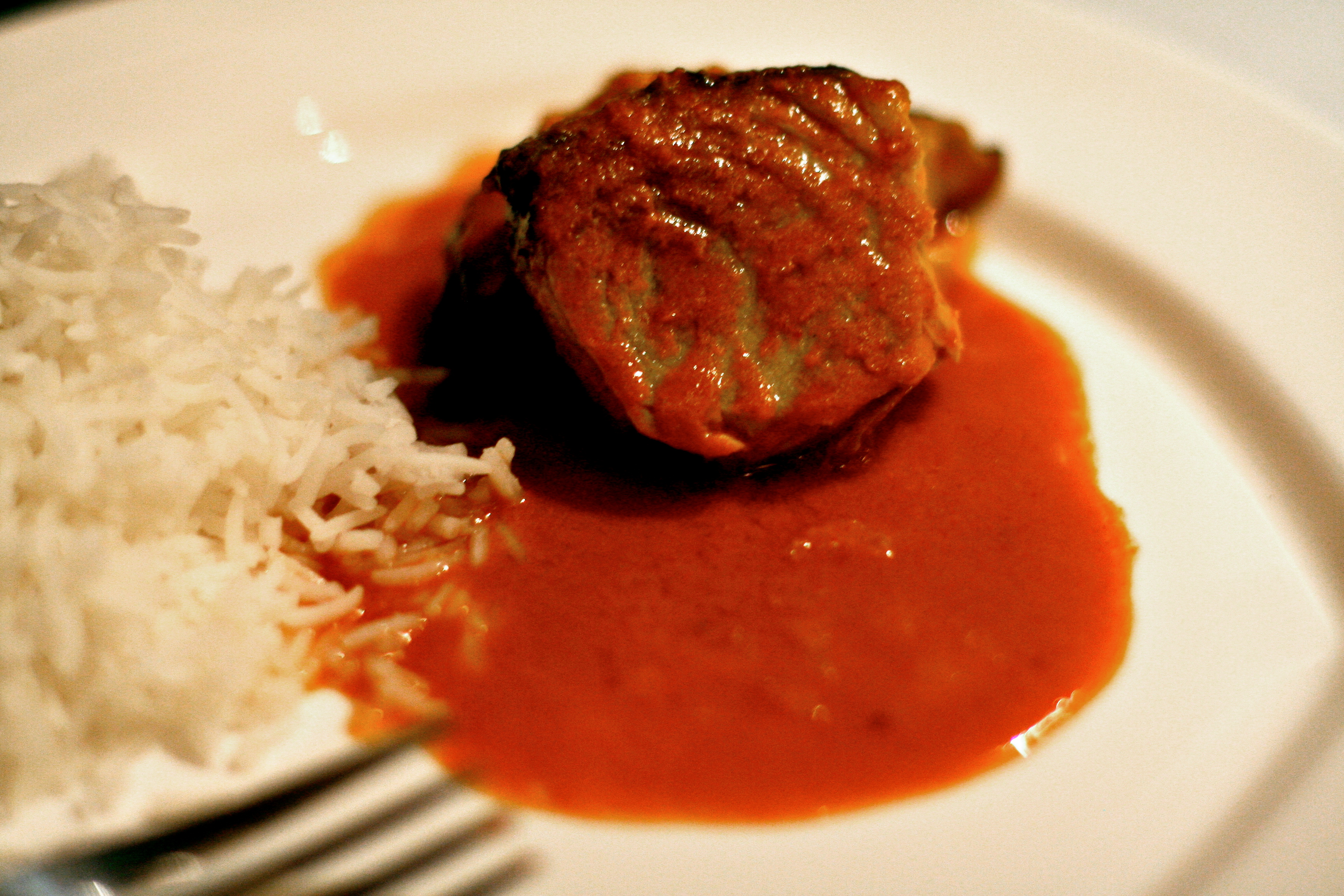
كاري سمك غوان التقليدي

### السينما الكونكانية

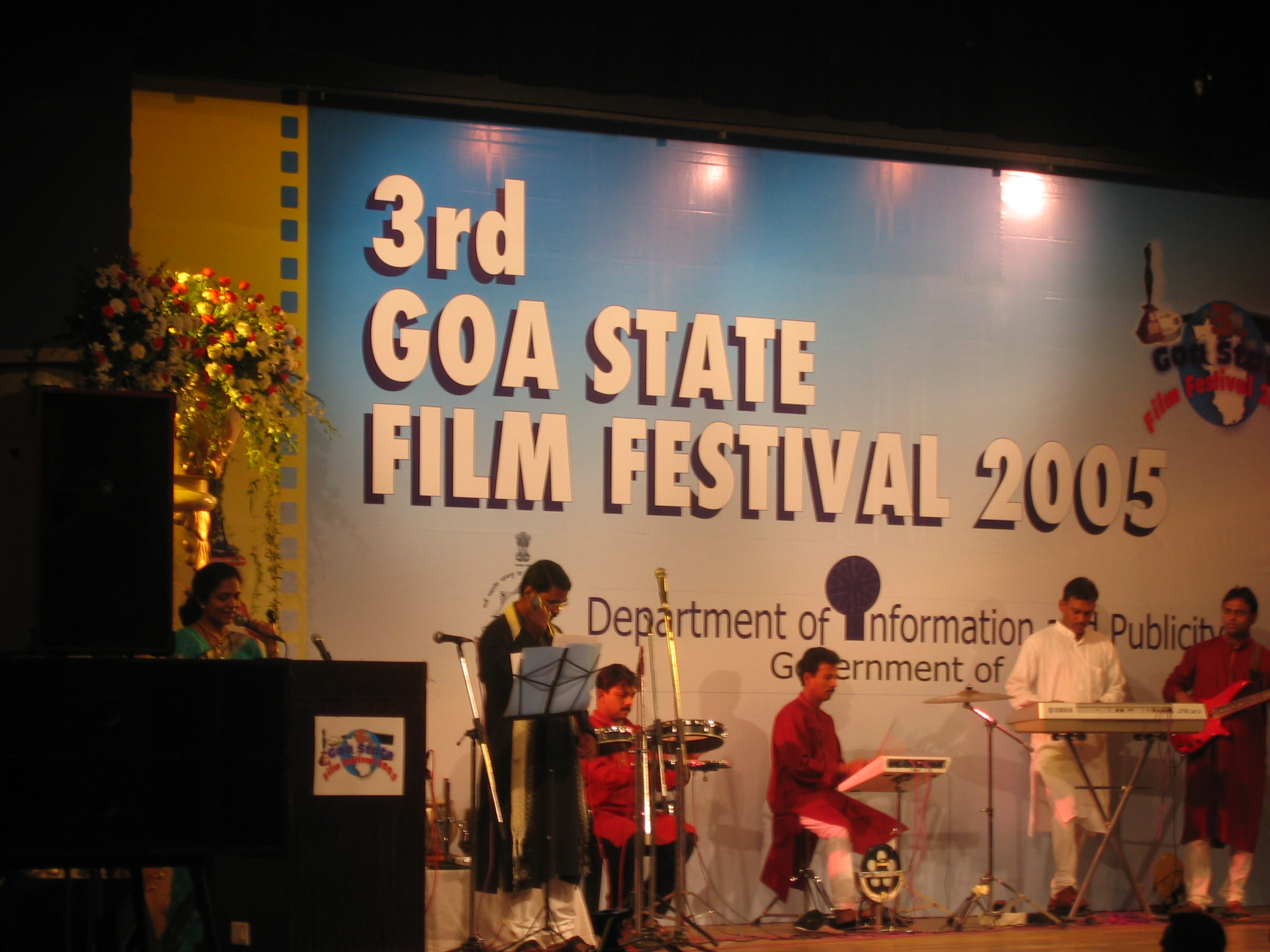
مهرجان "إنديا غوا" السينمائي

السينما الكونكانية هي صناعة أفلام هنديَّة، حيثُ تُصنع الأَفلام باللغة الكونكانية، وهي اللغة الأساسيّة في ولاية غوا، ومهاراشترا، وكارناتاكا، وَفِي كيرلا بشكل أقل، وتُنتج الأَفلام الكونكانية في غوا وكارناتاكا، ومهاراشترا، وكيرالا.
وقد كَان فيلم "Mogacho Anvddo"، الَّذِي صدر في 24 أبريل 1950، أطول فيلم كونكاني، ويُحتفل بيوم 24 أبريل كيوم السينما الكونكانية.
في 2004 نَقل مهرجان الفيلم الدولي الهندي مقره الدائم إلى غوا، ويُقام في شهري نوفمبر وديسمبر من كلّ عام.
يُعتبر فيلم "Paltadcho manis" من أفضَل أفلام العَالَم في 2009، ويُعتبر فيلم "O Maria" من إخراج Rajendra Talak من أنجح الأَفلام الكونكانية.

### الهندسة المعمارية
يُعتبر النمط المعماريّ في غوا مزيجًا من أنماط عثمانية وبرتغالية، وتحمّل العديد من الكنائس والمنازل عُنصرًا لافتًا للنظر من أسلوب العِمارة البرتغاليَّة، بينما لَا تظهر منازل «غوان هندو» أي تأثير برتغالي، ويُعتبر طراز المعابد الحديثة مزيجًا من طراز «معبد غوان الأصليّ» مَع العِمارة الدرفيدية، و«الهمادبانثية»، والإسلاميَّة، والبرتغاليَّة.

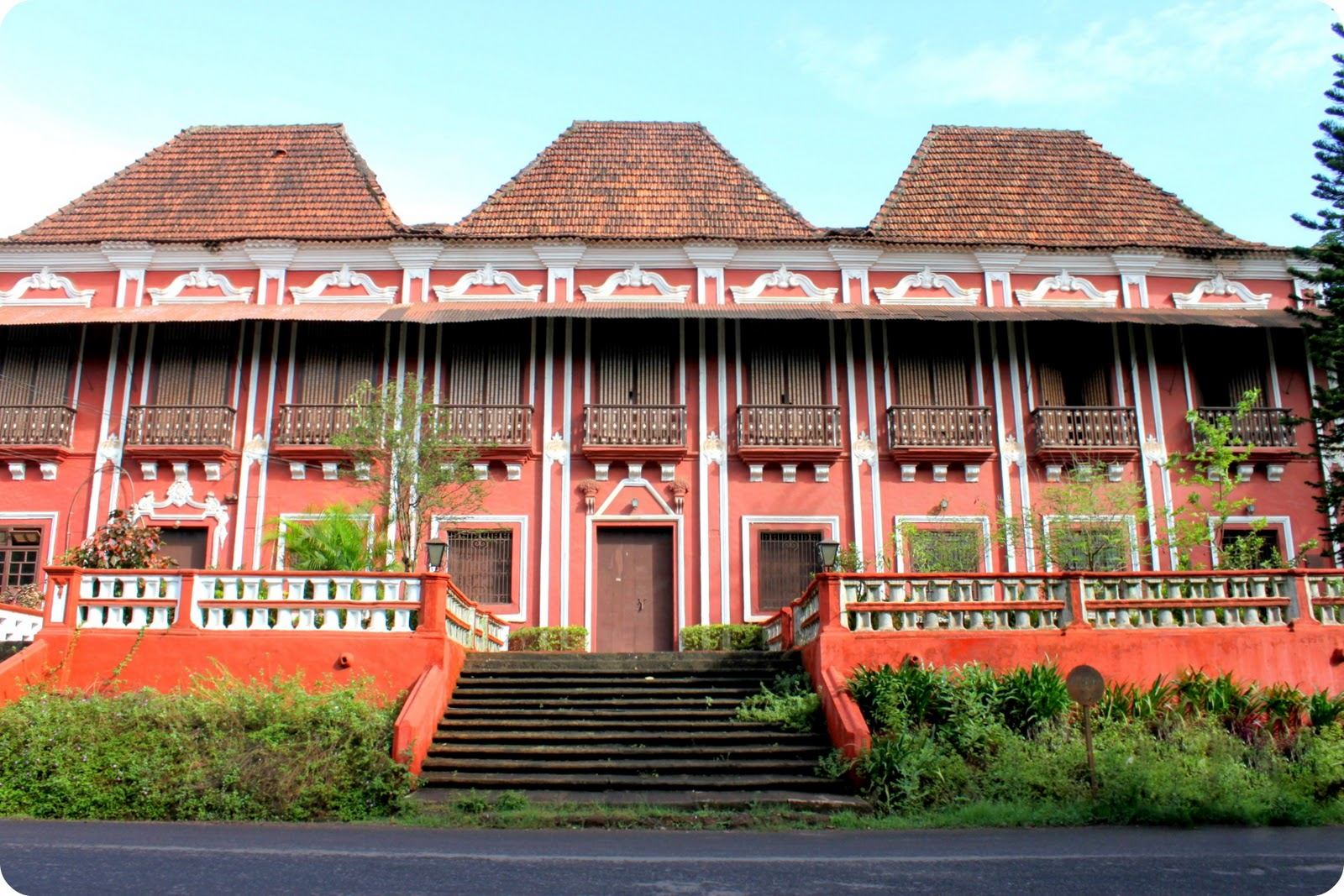
"بيت الجملونات السبعة" في مارغاو.
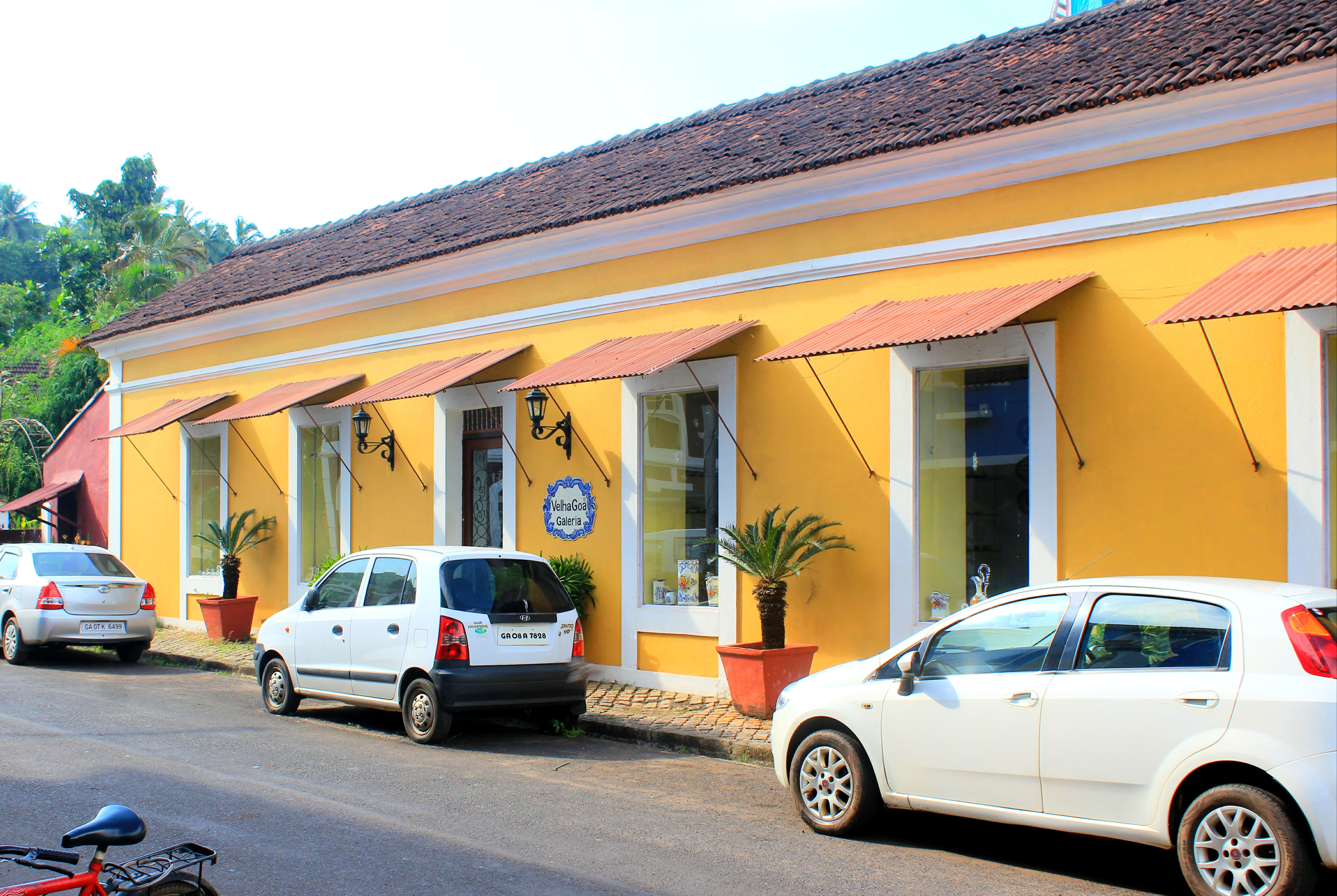
"فيلها جوا جاليريا" في باناجي.
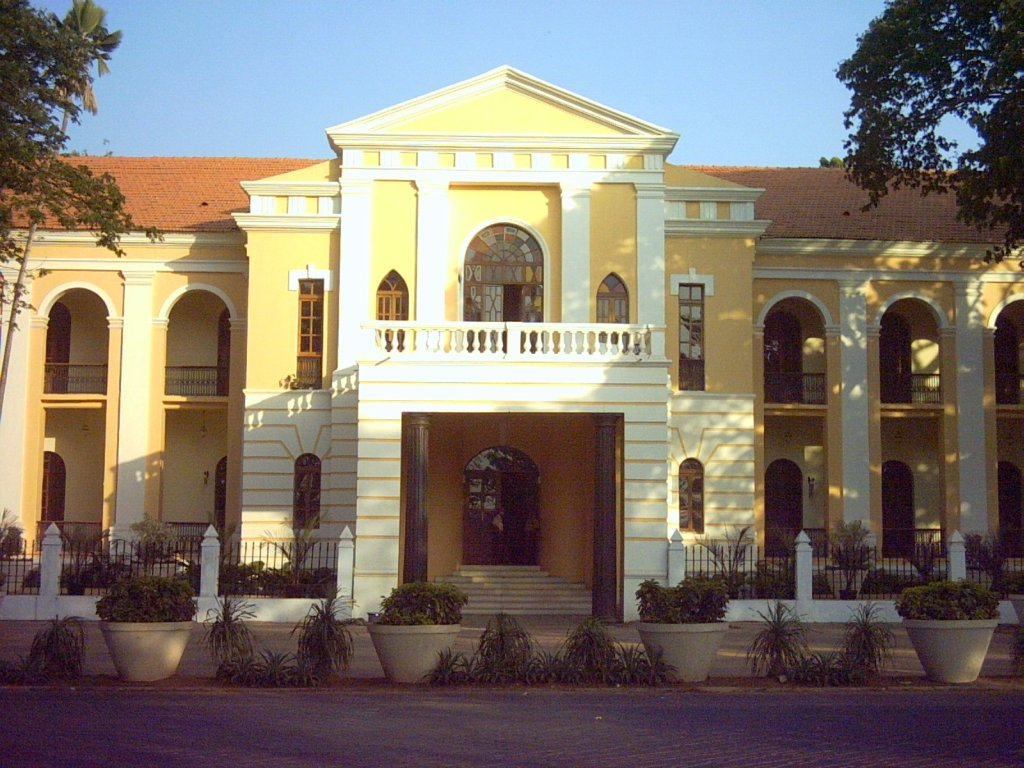
كلية غوا الطبية
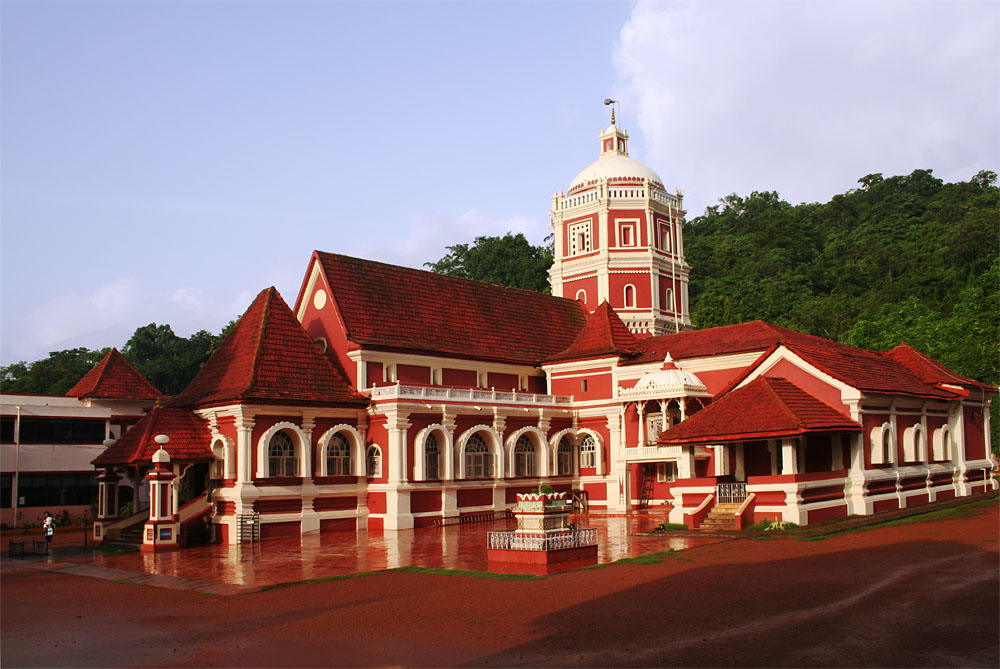
معبد شانتا دورجا في كافليم

## الرياضة

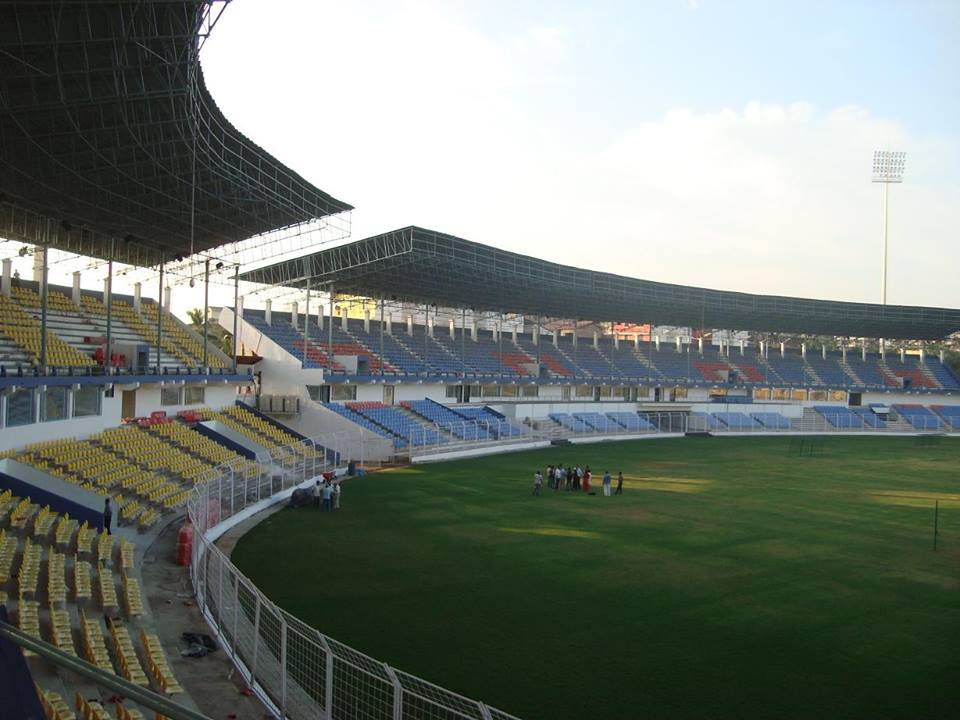
استاد فاتوردا

تُعتبر كرة القدم الرِياضَة الأكثر شعبية في غوا، وهي جُزء لَا يَتَجَزَّأ من الثقافة الغوانية، وتعود أصولها في الولاية إلى عام 1883 عَندَمَا أعتبر القس الأيرلندي «وليام روبرت ليونز» هَذِه الرِياضَة كجزء من «التَّربِيَة المسيحيَّة»، وَفِي 22 ديسمبر 1959 شُكِّل «اِتِحَاد غوا لكرة القدم»،  وتُعد غوا وولاية البنغال الغَربيَّة وكيرالا، مَرَاكِز كُرَة القدم في الهند، وهي موطن للعديد من أندية كُرَة القدم في الدوري الهندي للمحترفين ومنها نادي سالغاوكار، ونادي ديمبو، ونادي تشرتشل براذرز وسبورتينغ غوا ونادي جوا.
يقع مَلعَب كُرَة القدم الرَئِيسيّ في الولاية استاد فاتوردا، في مارغاو ويستضيف مباريات الكريكيت، وقد استضافت الولاية بَعض مباريات كأس العالم تحت 17 سنة لكرة القدم 2017 في مَلعَب فاتوردا، ويُوجد في غوا دوري خاصّ بِهَا، وَهُو دوري دوري غوا للمحترفين، ولها فَرِيق كريكيت خاصّ بِهَا.
فاز الاتِحاد الأولمبي الهندي بحق استضافة دَورَة الأَلعَاب الآسيويّة الشاطئيَّة في غوا في عام 2020.

## التعليم
كَان لَدَى جوا أقدم المؤسّسات التعليميّة في الهند الَّتِي بُنيت بدعم أوروبي، حيثُ أنشأ البرتغاليّون مدارس دينية ومدارس أبرشية للتعليم الابتدائي، وأسس القديس فرانسيس كزافييه «كلية سانت بول» في حوالي عام 1542، وكانت «كلية سانت بول» تُعد المؤسسة اليسوعية الرَئِيسيّة في آسِيَا، حيثُ ضمت أول مطبعة في الهند ونشرت الكتب في عام 1556.
بدأَ التَّعليم الطبي في غوا في عام 1801 بتقديم دورات طبية منتظمة في المُستشفى الملكيّ والعسكري في مَدِينَة جوا القديمة، وبُنيت «كلية غوا الطبيَّة» عام 1842 بِاِسم «كلية الطب الجراحي في جوا»، وتُعد من أقدم كليات الطب في آسِيَا، وبها يُوجِد مكتبة طبية تُعد من أقدم المكتبات مُنذ عام 1845.
بلغَ مُعَدّل معرفة القراءة والكتابة في غوا 87 بالمائة، منهم 90 بالمائة من الذكور، و84 بالمائة من الإناث، وفقًا لتعداد عام 2011، ويُوجد في كلّ قرية مدرسة تديرها الحُكومة، ويُفضل السكان المدارس الخاصّة على المدارس الحكوميَّة، وتتبع جَمِيع المدارس مَجلِس غوا للتعليم الثانوي والعالي، ويُكمل مُعظم الطلاب في جوا دراستهم الثانويّة باللغة الإنجليزيَّة، وتستخدم مُعظم المدارس الابتدائيَّة الكونكانية وَفِي المداس الخاصّة «الماراثية»، وقد انخفضت أعداد المُلتحقين بالتَّعليم المُتَوَسِط باللغة الإنجليزيَّة. ووفقًا لِتَقرير نُشر في «تايمز أوف إينديا» فإنَّ 84 بالمائة من مدارس جوان الابتدائيَّة تعمل بدون مدير إداري.
يُوجِد في الولاية ست كليات هندسية، وتشمل الكليّات الحكوميَّة «كلية هندسة جوا»، و«المَعهَد الوطنيّ للتكنولوجيا» في جوا، أمَّا كليات الهندسة الخاصّة فهي «كلية دُون بوسكو للهندسة» في فاتوردا، و«معهد شري رايشوار للهندسة وتكنولوجيا المَعلُومَات» في شيرودا، و«معهد أجنيل للتكنولوجيا والتصميم»، و«كلية بادري كونسيكاو للهندسة» في فيرنا، وَفِي 2004 اِفتَتَح «معهد بيرلا للتكنولوجيا والعلوم» حرمه الجامعي الثاني، وَهُو أحد المعاهد الرائدة في الهند، وبدأ «المَعهَد الهندي للتكنولوجيا» في جوا العَمَل من كلية هندسة جوا مُنذ عام 2016، حتَّى الانتهاء من إِنشاء موقعه الدائم في كوتارلي، سانجيم.

## المواصلات

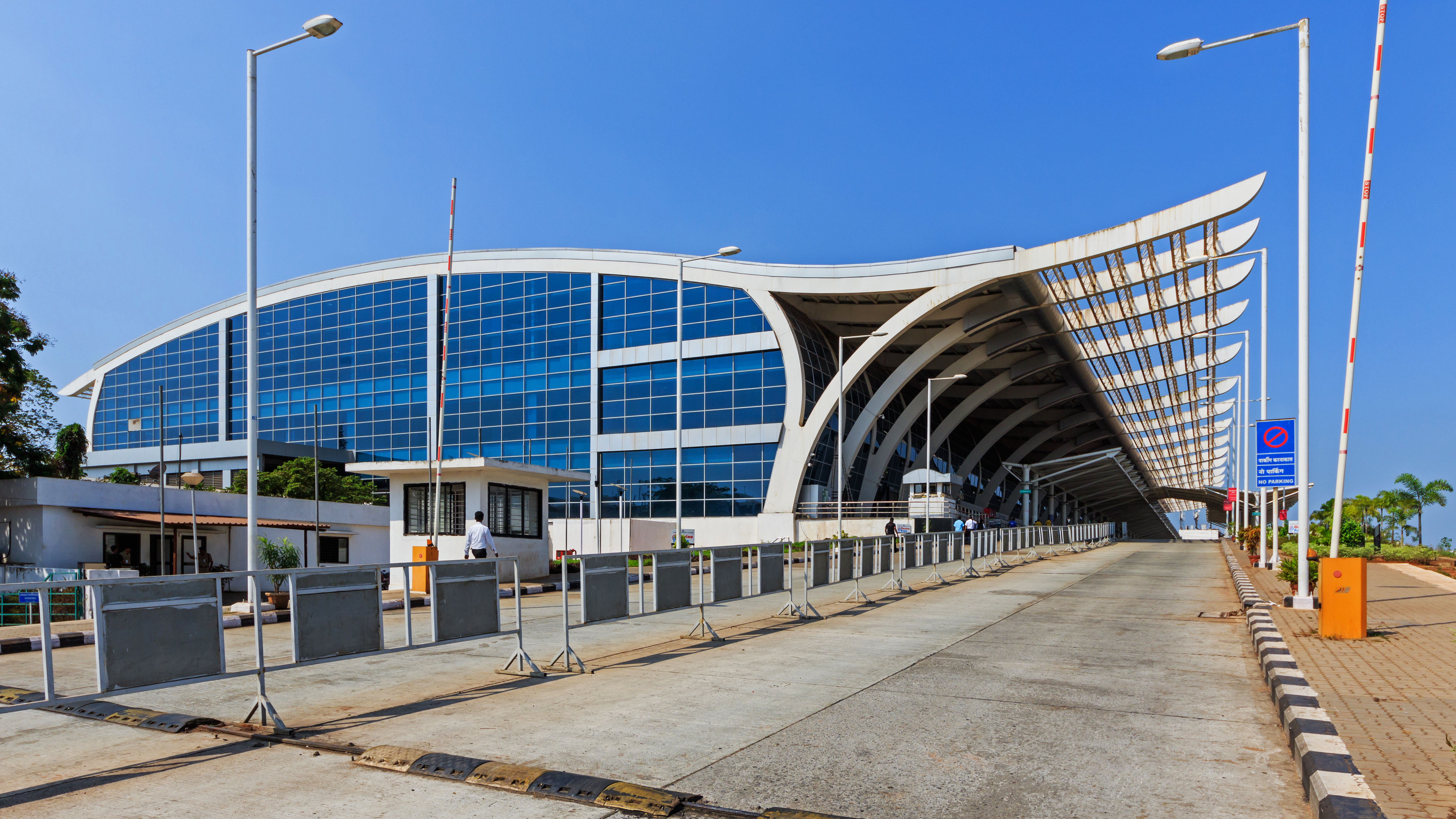
مبنى الركاب الجديد في مطار غوا الدولي

يقع مطار غوا الدولي في دابوليم بالقرب من فاسكو دا جاما، ويلبي الخِدمات الجوية المحَلِية والدوليَّة المجدولة، ويُقدِم رحلاته إلى الدوحة، ودبي، ومسقط، والشارقة والكويت في الشرق الأوسط عبر شركات العربية للطيران، والخطوط الجوية الهنديَّة، وغو إير، ونيلي، والطيران العماني، وسبايس جت والخطوط الجوية القطرية، وَلَم يكن يُسمح للطائرات المدنيّة بالتحليق أَثناء الليل حتَّى وَقت قريب، وللولاية مطار آخر قيد الإِنشاء وَهُو «مطار غرينفيلد» في موبا في بيرنيم تالوكا، ومن المتوقع أن يكتمل بحلول عام 2022.

### الطرق
تتكون وَسَائِل النَّقل العَام في غوا من حافلات يديرها القِطَاع الخاصّ وتعمل على ربط المُدن الرَئِيسيّة بالمناطق الريفية، فيمَا تعمل حافلات «شّركَة كادامبا للنقل» الحكوميَّة على ربط الطرق الرَئِيسيّة (مِثل طَرِيق باناجي-مارجاو) وبعض الأجزاء النائية من الولاية، وتمتلك الشّركَة 15 موقفًا للحافلات، و4 مستودعات وورشة عَمَل مركزية، ويَقع مكتبها الرَئِيسيّ في بورفوريم. وتعمل الحافلات داخل المدينة في المُدن الكبيرة مِثل باناجي ومارجاو، ويَعتمد الكثير من السكان على وَسَائِل النَّقل الخاصّة بهم.
يمر عبر غوا أربع طرق سريعة وطنية:
- طَرِيق NH-66 (NH-17 سابقًا) يمتد على طُول الساحل الغربيّ للهند ويربط غوا بمومباي في الشمال ومانغالور في الجنوب.
- طَرِيق NH-4A يربط غوا بمدن في ديكان.
- طَرِيق NH-366 (NH-17A سابقًا) يربط طَرِيق NH-66 بميناء مورموجاو من كورتاليم، وأنشأت الولاية طَرِيق NH-566 الجَدِيد (NH-17B سابقًا) المكون من أربعة حارات ليربط بَين «ميناء مورموجاو» وطريق NH-66 عبر مطار دابوليم، وقد كَان الهَدَف من إنشائه تخفيف الضغط عن طَرِيق NH-366.
- NH-768 (NH-4A سابقًا) يربط باناجي وبوندا وبلجاوم.

تمتلك غوا إجمالًا 224 كيلومتر (139 ميل) من الطرق السريعة الوطنيَّة، ويَبلغَ طُول طرق الولاية السريعة 232 كيلومتر (144 ميل)، بينما يبلغ طُول الطرق السريعة في اَلمِنطَقَة 815 كيلومتر (506 ميل).

### السكك الحديديَّة

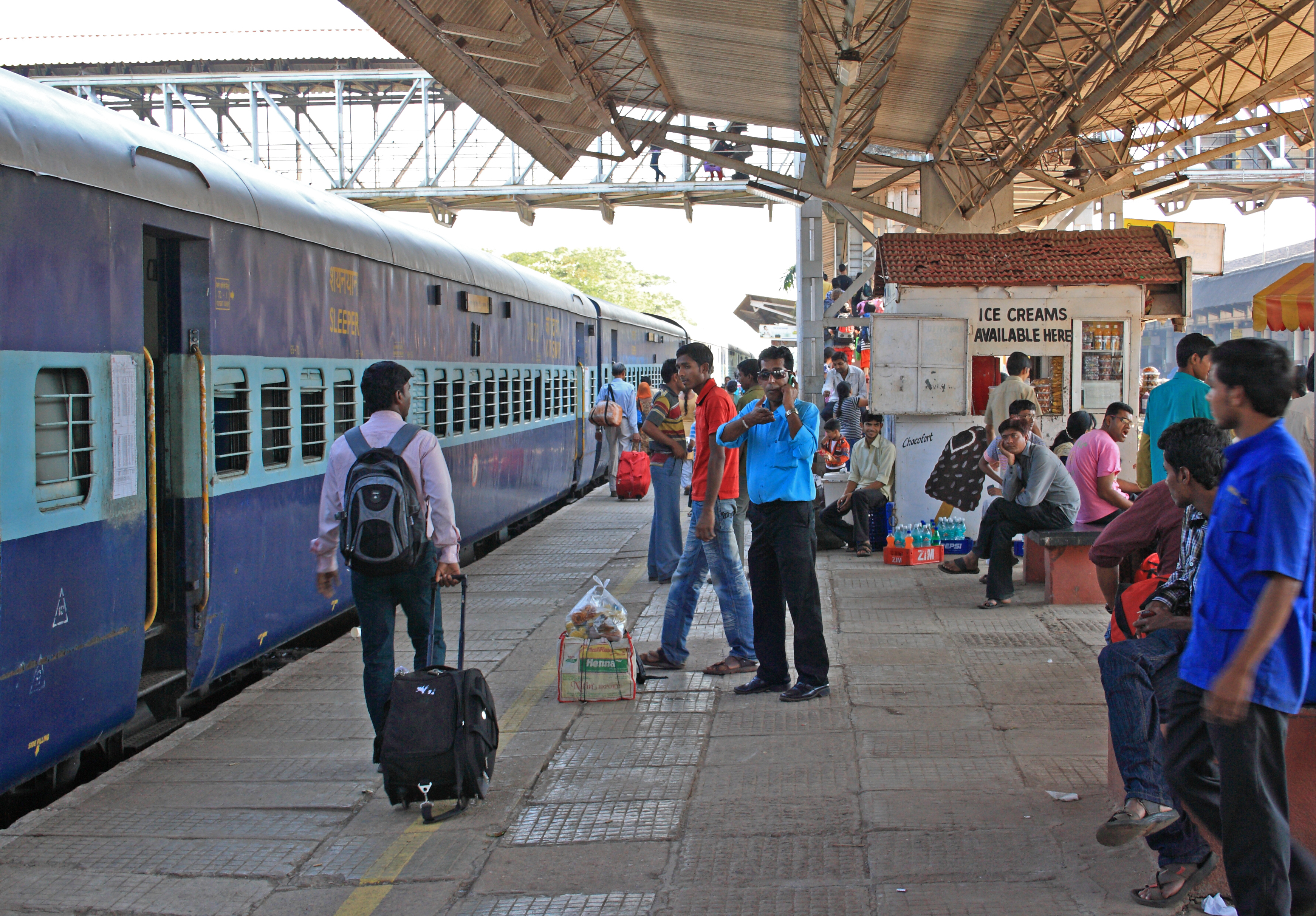
محطة سكة حديد مارجاو

يُوجِد في غوا خطان للسكك الحديديَّة، حيثُ تُدير «السكك الحديديَّة الجنوبيَّة الغَربيَّة» سكة حديدة بُنيت خِلال الحقبة الاستعماريَّة، وتربط مَدِينَة «فاسكو دا جاما» الساحليَّة، مَع بلجاوم، وهوبلي، وكارناتاكا، عبر مارغاو. بينما تمتد «سكة حديد كونكان» بموازاة الساحل الَّذِي يربط بَين المُدن الكبرى على الساحل الغربيّ، وقد بُنيت في التسعينات.

### النَّقل البحري
يعمل «صُندُوق ميناء مورموجاو» الواقع بالقرب من مَدِينَة فاسكو، على نَقل خام المعادن والبترول والفحم والحاويات الدوليَّة، ويُوجد في باناجي الواقعة على ضفاف نهر ماندوفي، ميناء صغير كَان يُستخدم لنقل الركاب عبر السفن البُخاريَّة بَين غوا ومومباي حتَّى أواخر الثمانينات.

## المدن الشقيقة
- هاواي، الوَلاَيات المتَّحدة.[119]